# Barroco en Milán

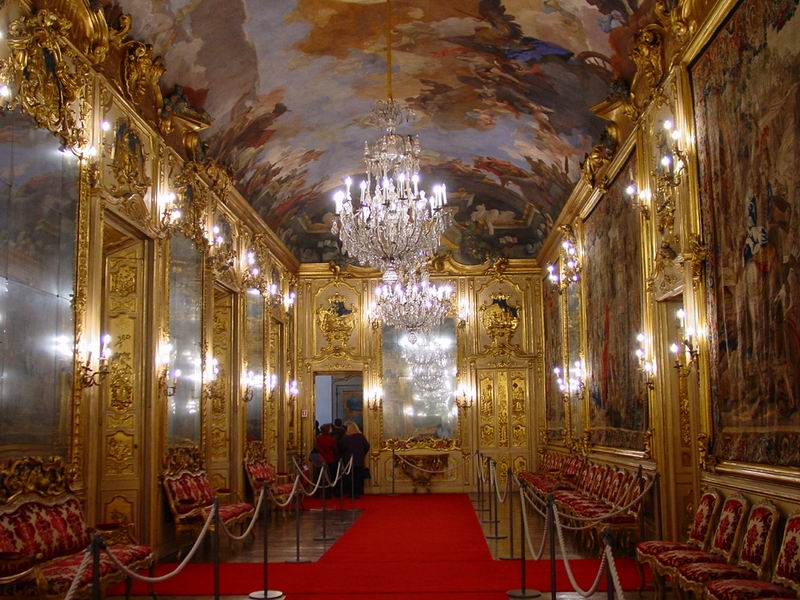
Galleria degli arazzi con los frescos de Tiepolo del palacio Clerici: uno de los interiores más significativos del panorama barroco milanés.

Por barroco en Milán se entiende el estilo artístico dominante entre el Seicento y la primera mitad del Settecento en la ciudad. De hecho, gracias a la obra de los cardenales Borromeo y a su importancia en los periodos de dominio extranjero, primero español y luego austriaco, Milán vivió una animada temporada artística en la que asumió el papel de motor del barroco lombardo.

## Características generales

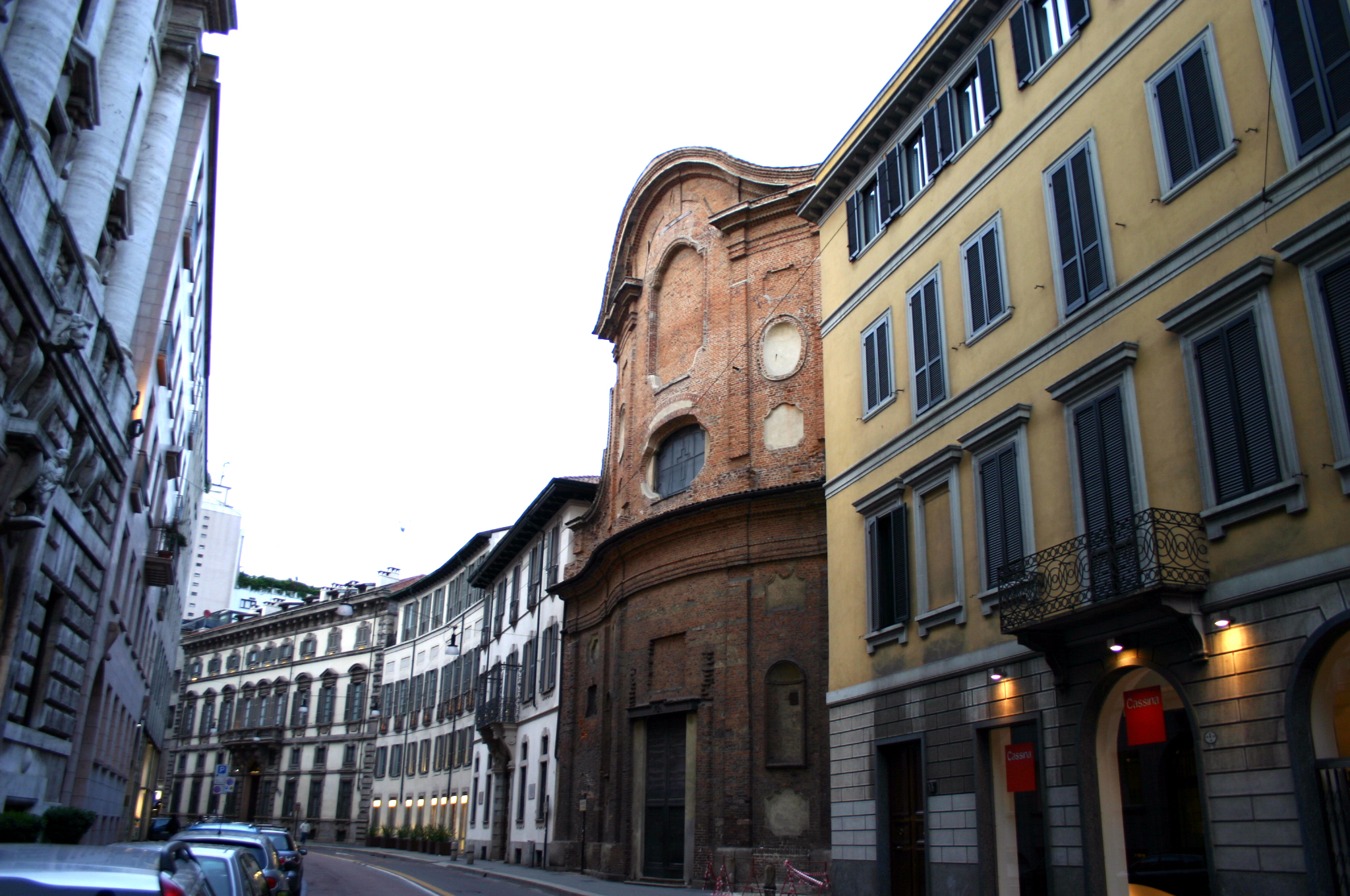
Via Durini en Milán: palacio Durini, casa Toscanini e iglesia de Santa Maria della Sanità

La experiencia del barroco milanés se puede dividir en tres partes: el primer Seicento, el segundo Seicento y el Settecento. 
El primer Seicento comenzó en 1595 con el nombramiento de Federico Borromeo (1564-1631) como obispo de Milán, en continuidad con la obra de su primo Carlo (1538-1584): en esta primera fase los principales exponentes de la pintura milanesa fueron tres, Giovan Battista Crespi (1573-1632), conocido como il Cerano, Giulio Cesare Procaccini (1574-1625) y Pier Francesco Mazzucchelli (1573-1626), conocido como il Morazzone. En esta primera fase, la evolución del nuevo estilo barroco sigue continuamente al arte manierista tardío difundido en Milán en la época de Carlo Borromeo; de hecho, la formación de los tres pintores se desarrolló sobre los modelos del tardomanierismo toscano y romano de il Cerano e il Morazzone, mientras que Procaccini se formó sobre los modelos emilianos. Desde el punto de vista arquitectónico, los encargos religiosos dominaban la escena, ya que la gobernantes españoles prestaban más atención a las obras de utilidad militar que a la civil; muchas iglesias preexistentes fueron completamente reconstruidas y decoradas en estilo barroco, y otras tantas fueron construidas ex novo: si el estilo barroco fue introducido en Milán por Lorenzo Binago (1554-1629), hubo otros dos arquitectos principales que compartieron escena en la época, a saber, Fabio Mangone (1587-1629), con líneas más clásicas y por esta razón elegido a menudo para los encargos de Federico Borromeo, y Francesco Maria Richini (1584-1658) conocido simplemente como il Richini, con líneas más inspiradas en el primer barroco romano. Fallecido trempranamente Mangone, Richini representó sin duda al mejor arquitecto del Milán seicentesco, y para encontrar una figura tan prestigiosa en la arquitectura milanesa habra que esperar hasta la llegada de Giuseppe Piermarini (1734-1808), que será autor del Teatro de la Scala en Milán y de la Villa real de Monza.

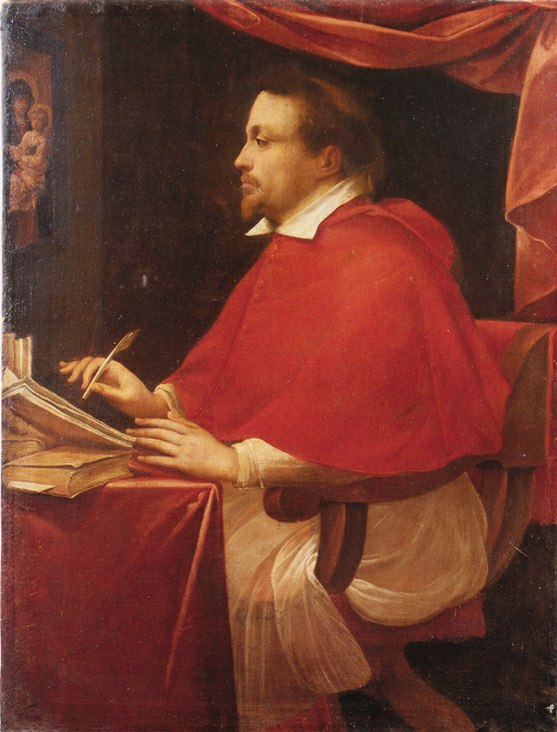
Giulio Cesare Procaccini - Retrato de Federico Borromeo (1610), Museo diocesano de Milán

La segunda fase del Barroco, que comenzó aproximadamente después de principios de la década de 1630, se inició tras un breve interludio lleno de acontecimientos significativos: en primer lugar, los principales intérpretes del movimiento desaparecieron entre 1625 (Procaccini) y 1632 (Cerano) —y a esto se sumó la muerte del cardenal Federico Borromeo, una de las figuras más importantes del Seicento lombardo—, y sobre todo la gran peste manzoniana de 1630, que redujo a la mitad la población de la ciudad, abatiendo entre los miles de víctimas a la joven promesa de la pintura milanesa Daniele Crespi. Esto provocará, entre otras cosas, el cierre de la Academia Ambrosiana, que había sido fundada en 1621 por Federico Borromeo para formar a los jóvenes artistas de la escuela milanesa, en la que empleó como enseñantes a los principales intérpretes del primer barroco, sobre todo a il Cerano y a Mangone.
La pintura del segundo Seicento fue pues completamente renovada en sus intérpretes, viendo la obra de los hermanos Giuseppe (1619-1703) y Carlo Francesco Nuvolone (1609-1662), Francesco Cairo (1607-1665), Giovan Battista Discepoli (c. 1590-c. 1654) y otros; en este caso jugaron un papel fundamental tanto la ya cerrada Accademia Ambrosiana, que primero dio cierta continuidad al estilo y que luego reabrió durante unos años, como el trabajo en algunas obras de construcción de artistas llegados del resto de Italia de la escuela emiliana, genovesa y veneciana. La arquitectura, con el fallecimiento de Fabio Magone, encumbró a Francesco Richini, que permaneció casi inigualable en su producción milanesa, flanqueado por intérpretes menores como Gerolamo Quadrio y Carlo Buzzi. Gracias a este último hecho, las creaciones de este período rompieron por completo con las influencias manieristas, para acercarse a una experiencia marcadamente barroca, con influencias de las escuelas emiliana, genovesa y romana. El último cuarto de siglo vio la apertura de la segunda Academia Ambrosiana, reabierta en 1669 bajo la dirección de Antonio Busca, alumno de Carlo Francesco Nuvolone, y de Dionigi Bussola (1615-1687), quienes, junto con la recién fundada Academia Milanesa de San Luca, ligada a la academia romana del mismo nombre, contribuyeron al retorno de una corriente clasicista ligada a las escuelas boloñesa y romana.
El Settecento representa la última fase barroca; el estilo no desembocó abiertamente en el rococó gracias a la acción reguladora del colegio de ingenieros-arquitectos milaneses y se produjo un cambio de tendencia: los encargos religiosos ya no jugaban el papel principal en el panorama artístico milanés, sino que cedieron el paso al diseño de villas encantadoras en la campiña milanesa y al regreso de las grandes obras urbanas privadas: la vivacidad de las obras llevó a un mayor número de intérpretes ilustres, entre ellos Giovanni Battista Quadrio, Carlo Federico Pietrasanta, Bartolomeo Bolla, Carlo Giuseppe Merlo y Francesco Croce,, a los que se unió el romano Giovanni Ruggeri, muy activo en toda Lombardía. En pintura, destacan las obras de dos artistas no lombardos Giambattista Tiepolo para la «pintura de historia» y de Alessandro Magnasco para la pintura de género,: esta fase marcó un cambio en el gusto de los clientes, que preferían a artistas que no fueran de la escuela lombarda, anteponiendo a artistas sobre todo de la escuela veneciana, considerada la más prestigiosa de la época. Ya entrado el Settecento se asistió a una época en la que las líneas del barroco se vieron mitigadas por el neoclasicismo que se avecinaba, hasta que la etapa del barroco milanés se cerró con el pintor Francesco Londonio, a cuya muerte en 1783 la ciudad de Milán se encontraba ya en plena efervescencia de la edad de las luces, en plena época neoclásica.

## Principios del Seicento
La primera parte del Seicento representa el período de transición entre el manierismo y las primeras fases del Barroco, aunque no faltan ejemplos ya maduros del lenguaje barroco de la época. Para el particular período, en el que el legado de Carlo Borromeo aún era fuerte y en el que los intereses del gobierno español se centraban en aspectos más militares y estratégicos, el arte y la arquitectura religiosos lideraron la transición hacia el nuevo gusto barroco.

### La Ambrosiana

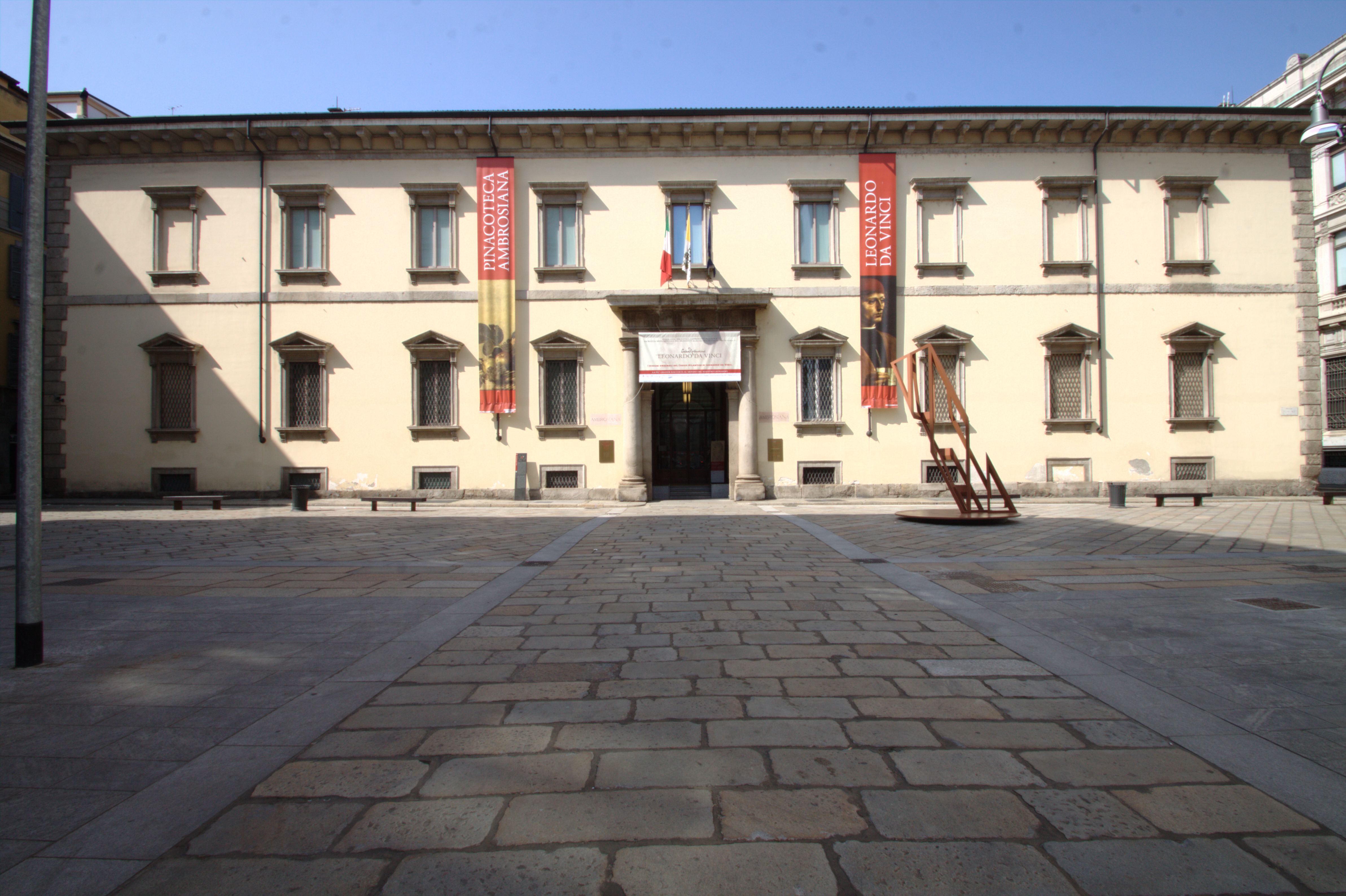
Fachada de la Ambrosiana

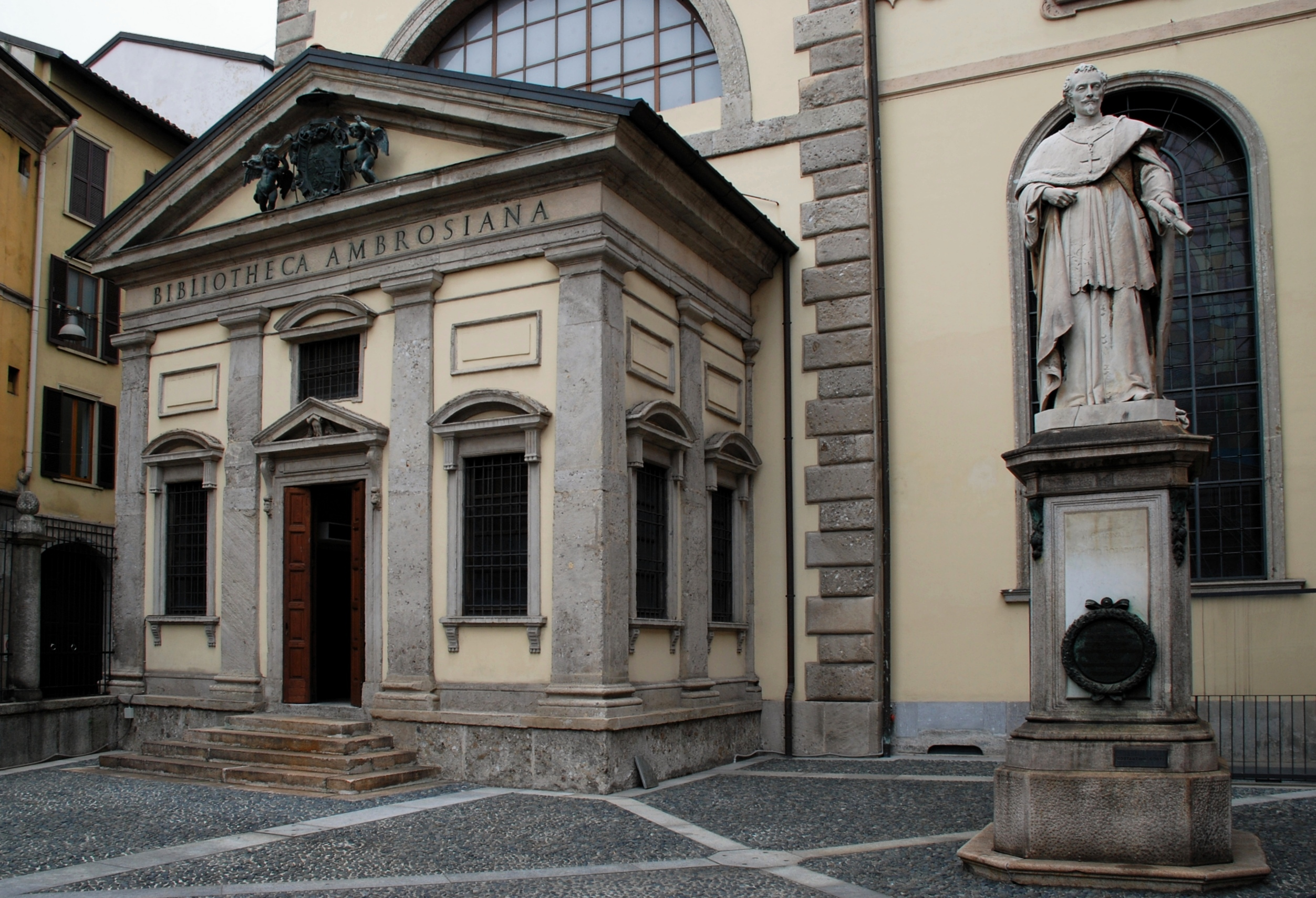
Vestíbulo de la Ambrosiana

Federico Borromeo fue uno de los principales impulsores de la cultura y el arte lombardos en los años de su cardenalato: en este sentido tuvo una gran influencia la educación romana del cardenal, durante la cual tuvo la oportunidad de entrar en contacto con los mejores artistas de la época, convirtiéndose en un gran entusiasta y coleccionista de arte. De este interés suyo nació la idea de crear en la ciudad un centro cultural para la formación de artistas y escritores según los cánones de la contrarreforma, para quienes se pondrían a disposición pinturas y textos, así como enseñantes, con el fin de promover el arte y la cultura dentro de la ciudad.
Las obras del complejo comenzaron en 1603: después de haber comprado y demolido un bloque de viviendas en la zona de la plaza San Sepolcro, los planos del palacio de la Ambrosiana fueron confiados al arquitecto Lelio Buzzi, quien inició las obras directamente el mismo año; las obras, que continuaron con diversas modificaciones hasta 1630, pasaron a manos de Alessandro Tesauro y finalmente de Fabio Mangone. La fachada se completó en 1609: la entrada hacia el centro consta de un vestíbulo escandido por tres tramos de pilastras dóricas que terminan en el arquitrabe, en el que está grabada la inscripción «BIBLIOTHECA AMBROGIANA»; el escudo de los Borromeo está esculpido en un timpano triangular que corona el vestíbulo. Muchos contemporáneos de Borromeo comentaron positivamente la solución clásica de la estructura, que incluso fue definida como «un tiempo de las musas» por el teólogo Luigi Rossi elogiada por el «vestíbulo de estilo romano» y el «peristilo arquitrabado all'antica» de Ambrogio Mazenta o incluso comparado con la arquitectura de la Roma imperial por su «solidez y majestuosidad» por Girolamo Borsieri.

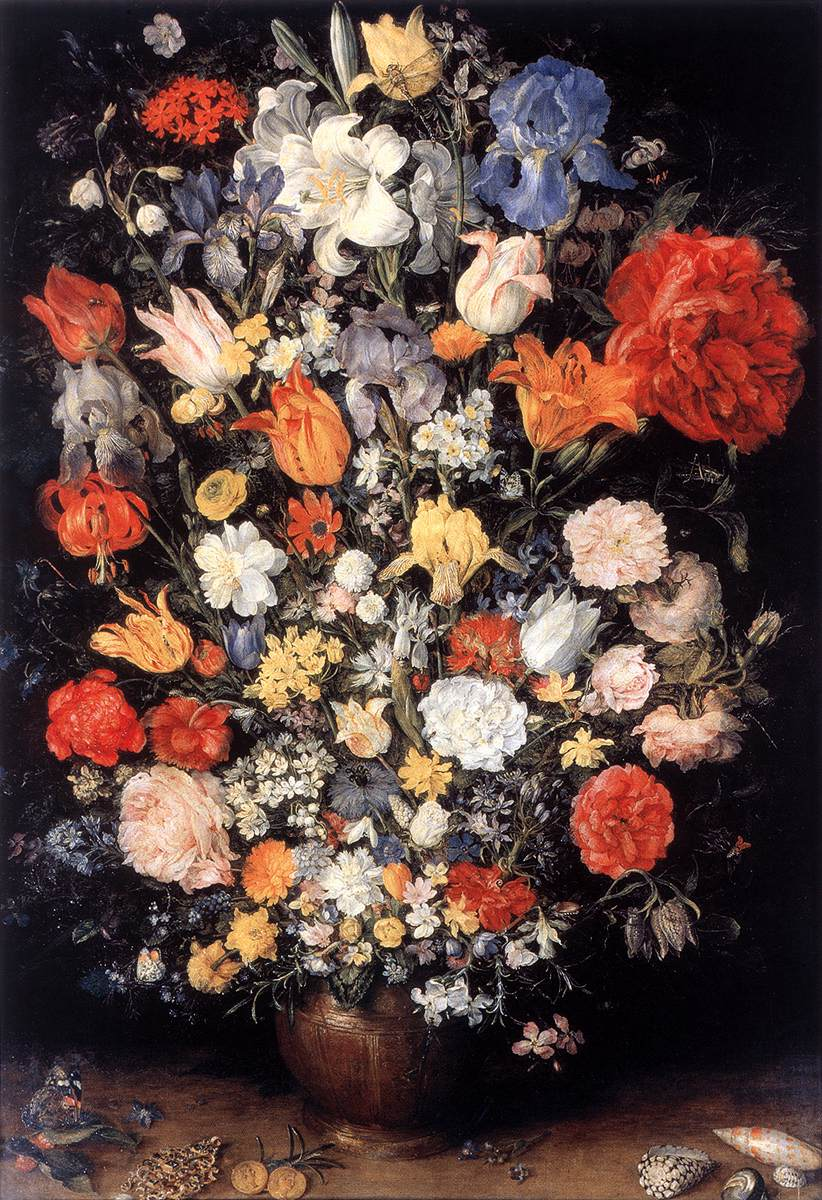
Jan Brueghel el Viejo - Florero con joyas, monedas y conchas (1606), Pinacoteca Ambrosiana

La primera institución creada en 1609 fue la biblioteca; en el momento de su inauguración contaba con quince mil manuscritos y treinta mil obras impresas, muchas de las cuales habían pertenecido a la vasta colección privada del cardenal Borromeo, que incluía piezas de Europa y Asia: fue una de las primeras bibliotecas públicas de Europa, y la actividad bibliotecaria estuvo acompañada de una imprenta y de una escuela para el estudio de lenguas clásicas y de lenguas orientales bíblicas; este fue el primer paso en la creación del vasto centro cultural y museístico de la Ambrosiana.
La segunda institución en hacer su aparición, en 1618, fue el Museo Ambrosiano, precursor de la actual Pinacoteca Ambrosiana, creado a partir de la colección privada de pinturas, grabados, esculturas y dibujos de diversos tipos del cardenal Borromeo: la colección inicial incluía 172 obras, de las cuales casi la mitad tenían como tema historias de la tradición cristiana o temas devocionales. Este hecho no debería sorprender, ya que está de acuerdo con la doctrina tridentina de Borromeo, que atribuía al arte un papel fundamental en la difusión de la religión católica: más curiosa era sin embargo la pasión del cardenal por las pinturas naturales, como las naturalezas muertas y los paisajes, en su mayoría de artistas extranjeros, en cuya categoría se pueden incluir algo menos del 30% de las obras. Actualmente propiedad de la pinacoteca, de la época abarcada se puede mencionar la vasta colección de pintura seicentesca lombarda, que comprende lienzos de Giulio Cesare Procaccini, Giuseppe Vermiglio, il Morazzone y Carlo Francesco Nuvolone, y la sección de la pintura flamenca con obras de Paul Brill y Jan Brueghel el Viejo.
La tercera y última institución en aparicer fue la Accademia Ambrosiana en 1620, una escuela de Bellas Artes para la formación de jóvenes artistas: aunque la última, fue la más importante de las tres, de hecho la biblioteca y la pinacoteca habían sido creadas para ser particularmente accesibles a sus alumnos. El papel de la academia quedó inmediatamente claro; de hecho, Federico Borromeo escribió en su estatuto: «Por ninguna otra razón se fundó la actual Academia de Pintura, Escultura y Arquitectura sino para ayudar a los artistas a crear obras para el culto divino, mejores que las que se hacen actualmente»: su objetivo era la creación de una escuela de arte sacro, especialmente de pintura, que educaría a los fieles y promovería las doctrinas de la iglesia católica reformada, particularmente descrita en De pictura sacra del propio Borromeo.

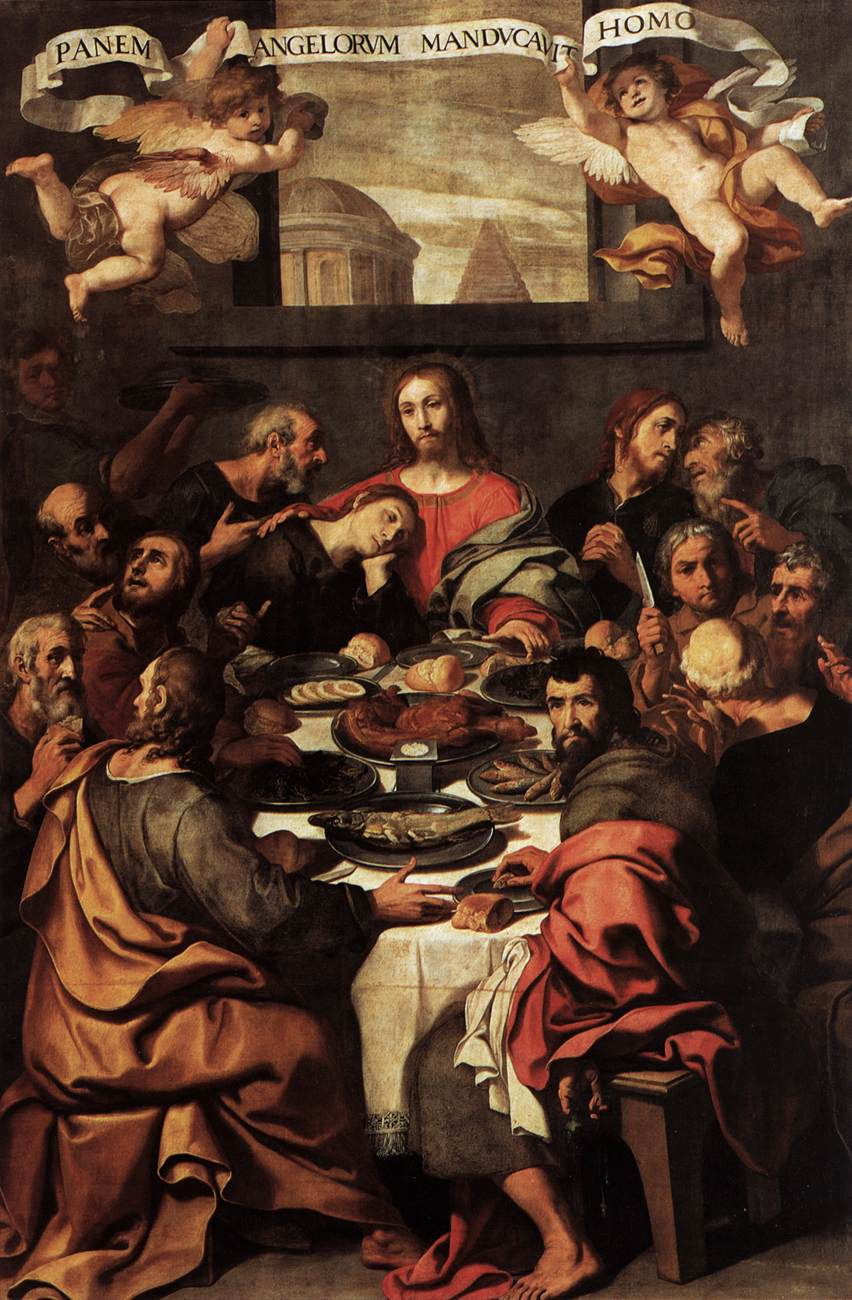
Daniele Crespi - Ultima Cena (1625), Pinacoteca de Brera

La fundación tardía de la academia se debe a que en los primeros años del Seicento ya estaba activa en Milán la Accademia dell'Aurora del pintor Giovanni Battista Galliani, que sin embargo cerró en 1611 debido a un escándalo al que estuvo vinculado el pintor. Entonces el cardenal Borromeo, después de haber comprado el espacio necesario para ampliar el palacio de la Ambrosiana, comenzó a dedicarse a la creación de la nueva academia, estudiando los reglamentos y programas de las mejores escuelas de bellas artes de la época, incluidas la Academia de los Carracci de Bolonia, la Accademia del Disegno de Florencia y la romana Academia de San Lucas. Una vez realizada la fundación, el programa habitual de los estudiantes era reproducir, supervisados por los maestros, partes de obras de diversas temáticas a partir de pinturas, dibujos y esculturas originales con diferentes tipos de técnicas y materiales: luego se discutirían colectivamente las obras terminadas, y las mejores premiadas. Si bien este método estaba muy extendido en la mayoría de las academias, la importancia concedida al estudio de las obras originales de la galería de la academia puestas a disposición de los estudiantes en un número mucho mayor y a menudo de mejor calidad, fue en cambio innovadora en comparación con las escuelas contemporáneas, donde lo habitual era utilizar copias, grabados u obras creadas por los propios estudiantes. Entre los maestros de las tres disciplinas destacaban il Cerano, en pintura, Gian Andrea Biffi, en escultura, y Fabio Mangone, en arquitectura, mientras que hubo colaboraciones con Camillo Procaccini e il Morazzone. Entre los estudiantes se recuerda a Melchiorre Gherardini, Francesco Morone, Ercole Procaccini il Giovane y Daniele Crespi, probablemente el más talentoso entre los estudiantes de la academia.
La vida de la academia fue corta, y a principios de la década de 1630 se podía decir que la experiencia había terminado debido a la peste, que provocó la desaparición de muchos alumnos y maestros, y sobre todo por la muerte del mismo cardenal Borromeo, y eso aunque la academia no cerró oficialmente. Los resultados de la academia son controvertidos: si bien no hay duda de que contribuyó a la formación de muchos artistas jóvenes, algunos de gran importancia como Crespi, y sobre todo a la difusión de los cánones del arte contrarreformado, algunos creen que la orientación abiertamente religiosa de la academia representó su principal limitación. La actividad de la academia tuvo una breve fase en la segunda mitad del Seicento, luego decayó nuevamente y finalmente cerró sus puertas sólo en 1776.

### Iglesia de San Giuseppe

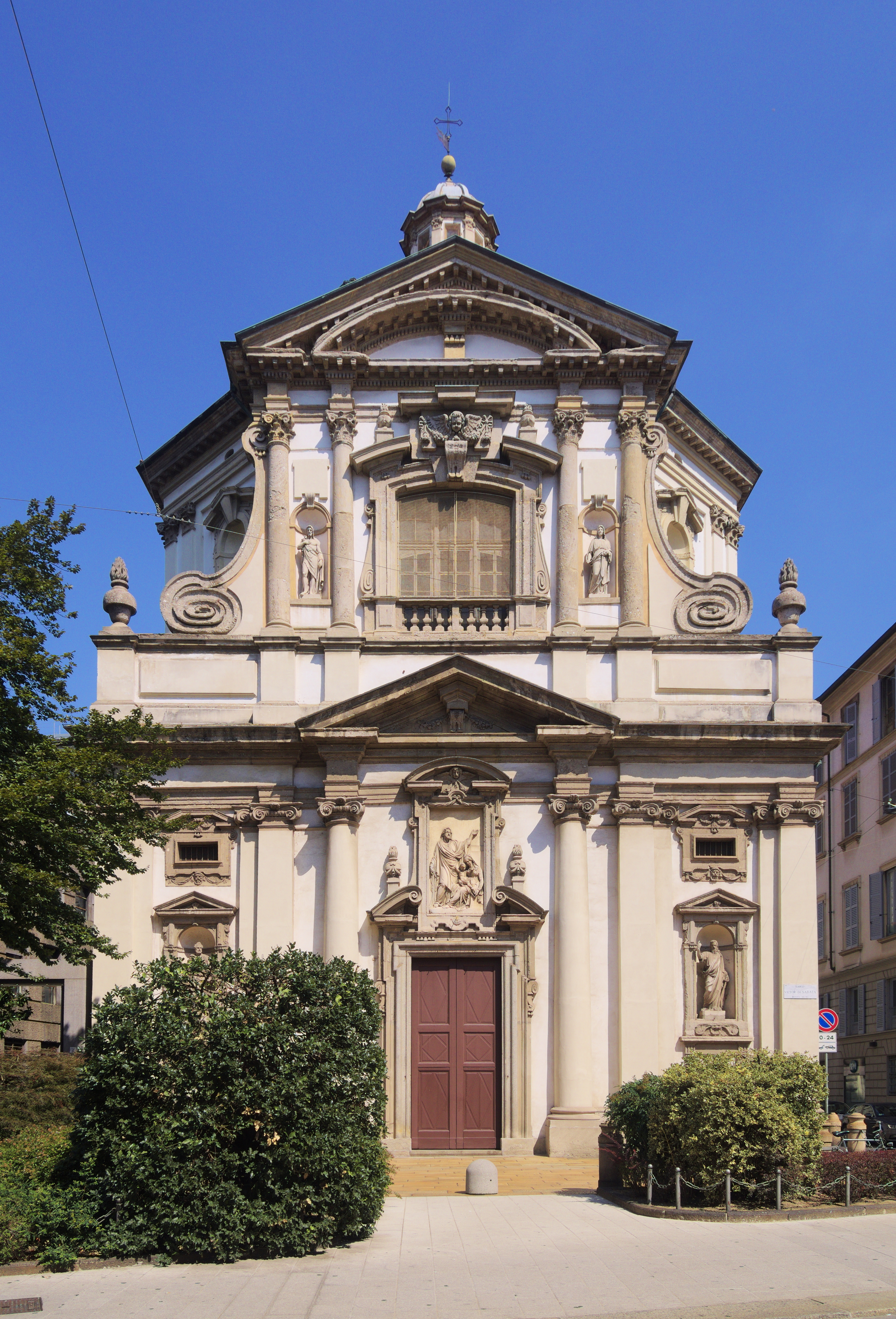
Iglesia de San Giuseppe

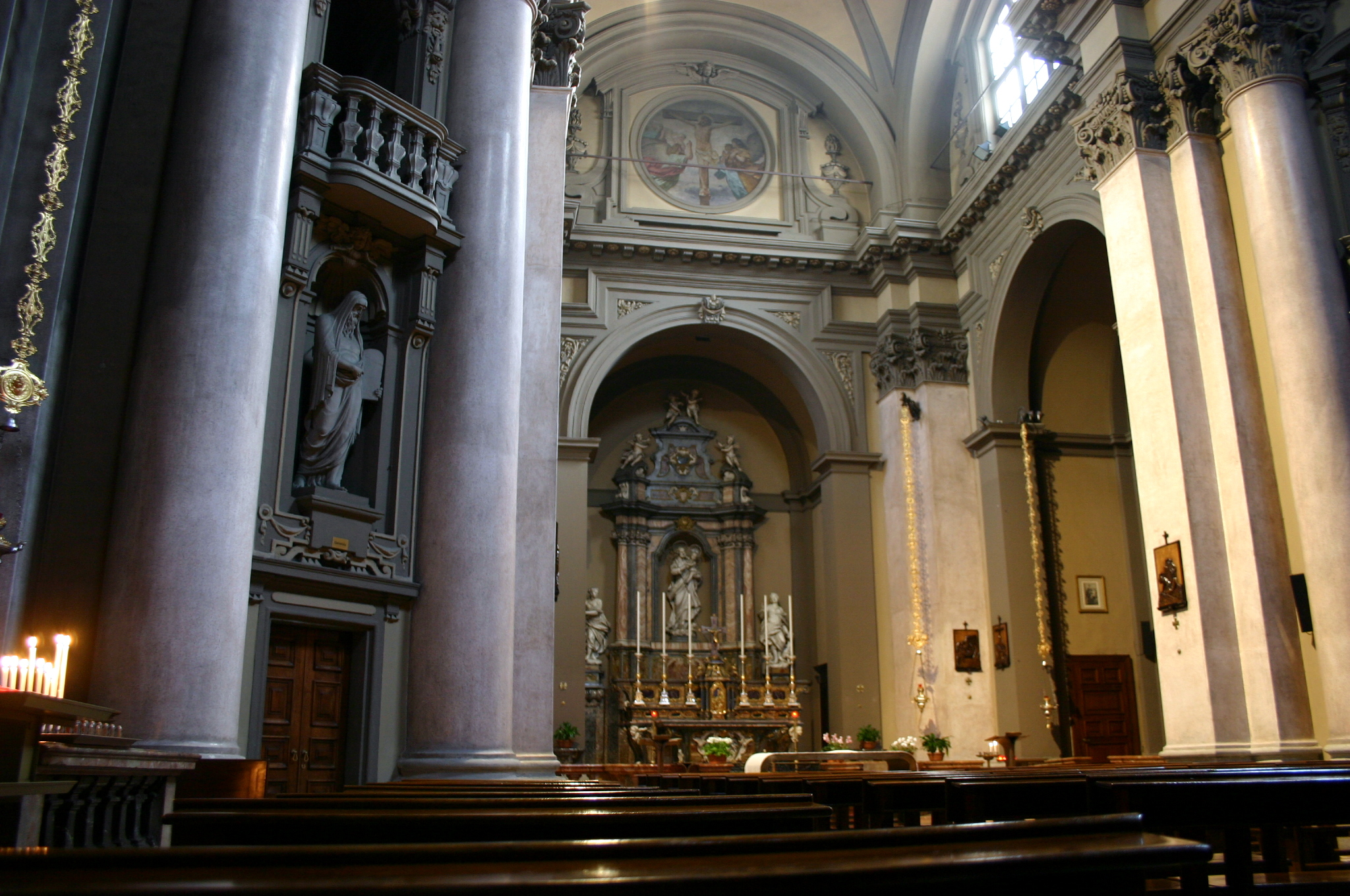
Interior de la iglesia de San Giuseppe

La iglesia de San Giuseppe es considerada uno de los edificios más representativos del primer barroco lombardo, así como una de las obras maestras de Richini: la iglesia representa el punto de partida de la arquitectura manierista y sirvió también como prototipo para iglesias barrocas en el uso de la planta longitudinal, especialmente en el norte de Italia y, a veces, en Europa central. El proyecto fue confiado después de varias gestiones a Richini en 1607, quien por primera vez se presentaba como proyectista único de un edificio importante: el motivo de la innovación del proyecto es el uso de los espacios, una evolución de la solución utilizada en la iglesia de San Alessandro in Zebedia de Lorenzo Binago, su maestro. La planta, longitudinal, está formada por la fusión de dos espacios de planta central: el primero tiene forma octogonal, obtenida como un cuadrado con las esquinas redondeadas, sobre estas esquinas hay dos columnas de orden gigante que sostienen pequeños balcones; el segundo espacio, que alberga el presbiterio, es algo más pequeño y de forma cuadrada, flanqueado por dos capillas laterales; los dos espacios están unidos por un arco que espacialmente pertenece a ambos ambientes, creando una especie de unión entre ambos. Para la solución de las columnas gigantes de las esquinas, Richini se inspiró en la iglesia de San Fedele de Pellegrino Tibaldi: la evolución consiste en el uso de una cobertura de cúpula en lugar de en vela —uno de los cuatro (o más) segmentos de la bóveda de crucería—, con lo que se alineaba con las nuevas tendencias del barroco romano, al tiempo que continuaba con la tradición lombarda, por lo que el arquitecto eligió un tiburio octogonal.
La fachada se divide en dos órdenes ambos marcados por pilastras y columnas, el inferior se centra en el portal único de la iglesia, mientras que a los lados hay dos nichos que albergan estatuas; el orden superior está conectado a la base mediante dos volutas, y se remata en la parte superior con un frontón obtenido superponiendo una solución triangular y una curva, mientras que en el orden superior hay un gran ventanal central con elaboradas decoraciones. También en este caso la fachada, claramente inspirada en la iglesia de Santa Susanna alle Terme di Diocleziano de Carlo Maderno, se alinea con los gustos emergentes del barroco romano. Aunque la fachada en aquella época representase sólo un preludio del edificio y por tanto no fue objeto de los mismos estudios que los interiores, constituyó uno de los modelos más utilizados para las fachadas de las iglesias barrocas en los años siguientes. En el interior, los dos espacios principales no adquieren proporciones y formas preponderantes uno sobre el otro, esto se debe a que Richini, además de diseñarlos de tamaño similar, se preocupó por brindar igual iluminación; y también supo anticipar el dinamismo del arte barroco, siempre con cuidadosos estudios de la luz y con el pavimento del espacio octogonal con losas de mármol blanco y negro dispuestas concéntricamente. Los cuatro altares de la iglesia datan de después de la inauguración del edificio en 1616;  el primero, en orden cronológico está dedicado a la Muerte de San José (1625) y presenta un retablo del episodio pintado por Giulio Cesare Procaccini; el retablo del Matrimonio de la Virgen del Cerano es de 1630; se han perdido los frescos de San Giuseppe de Giuseppe Vermiglio, frecuentemente mencionados en las guías settecentesche.
Los otros dos altares, junto al presbiterio, datan del segundo Seicento milanés, y presentan el retablo de la Predica del Battista, atribuido por la mayoría de los críticos a Giovanni Stefano Danedi, conocido como il Montalto, mientras que el último retablo de Andrea Lanzani data de 1675 y representa el Misterio de la Huida a Egipto; en estos dos retablos, respecto al resto de la iglesia, se nota un estilo ya marcadamente barroco, si no presettecentesco. También a finales del Seicento se registraron los trabajos de ebanistería de Giuseppe Garavaglia, hijo del más famoso Carlo, pero se perdieron en gran medida con el paso de los años, de los cuales sólo quedan el coro y la fachada del órgano.

### Otra arquitectura religiosa

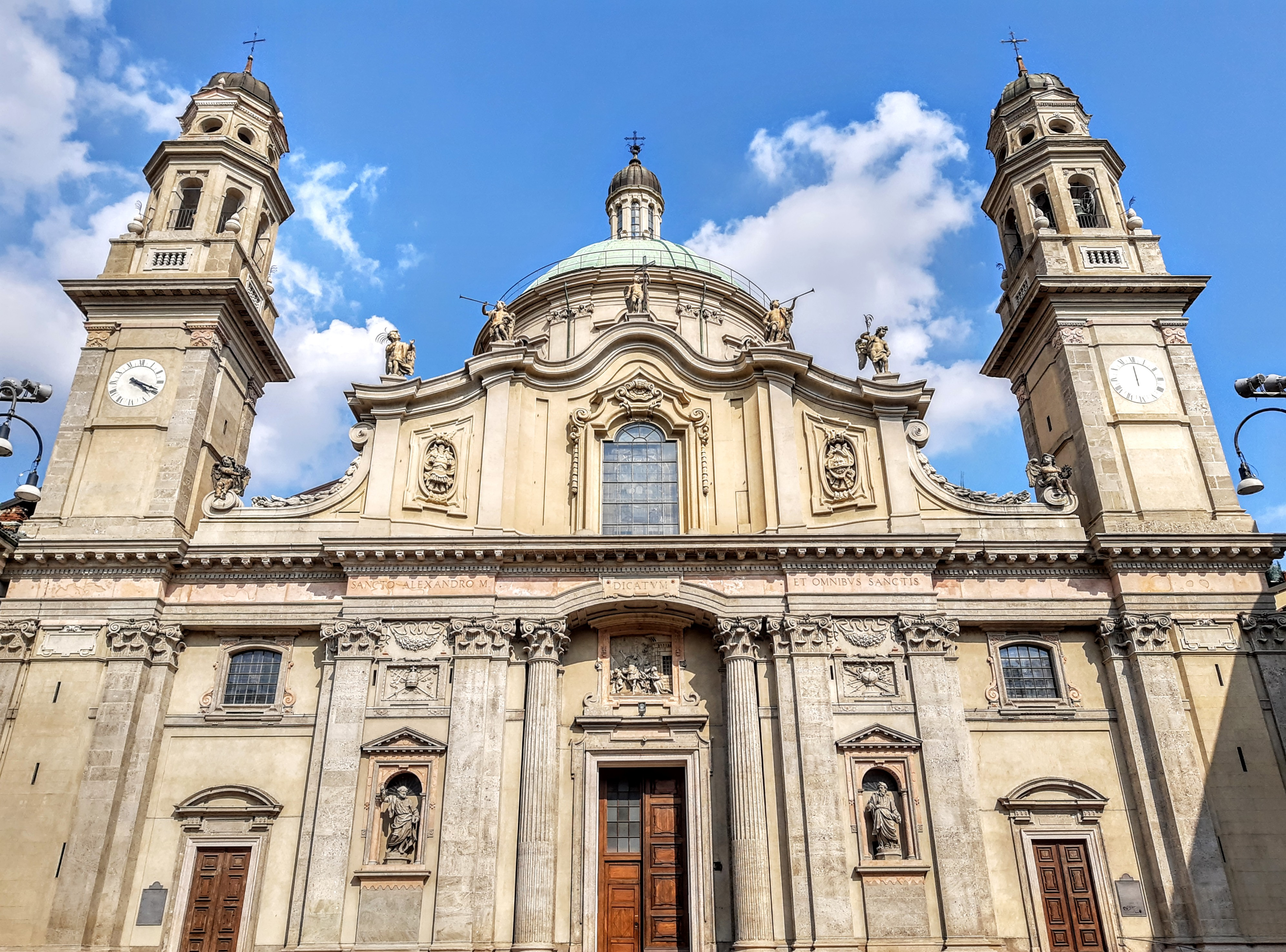
Iglesia de San Alessandro in Zebedia (1601-1710)

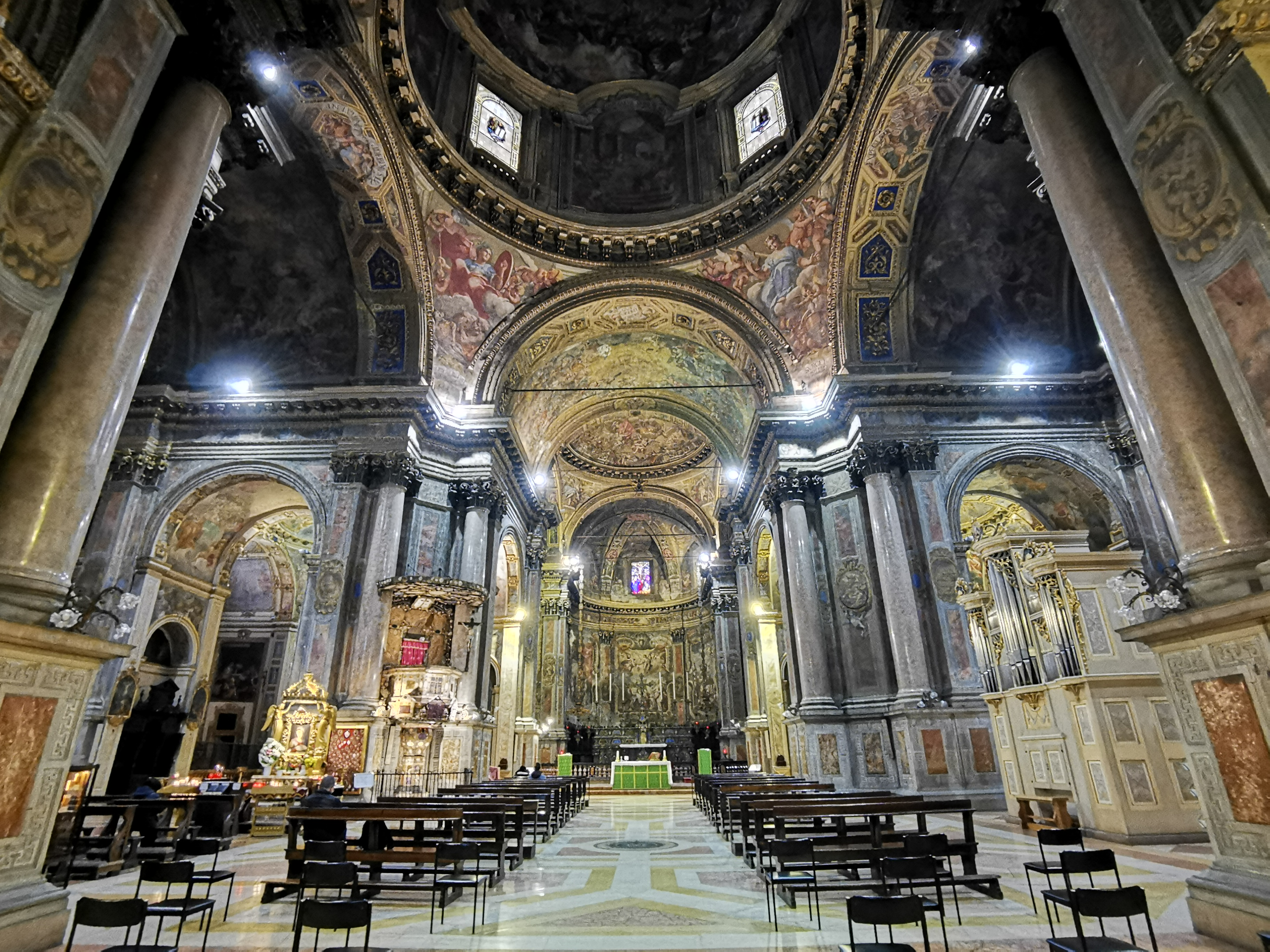
Interior de la iglesia de San Alessandro in Zebedia

Una de las primeras iglesias milanesas de estilo barroco fue la iglesia de San Alessandro in Zebedia. El diseño de Lorenzo Binago fue aprobados en 1601: y las obras de construcción finalizaron en 1658, aunque continuaron las obras en el interior y hasta 1710 con la construcción del campanario izquierdo.
A pesar de la larga continuación de las obras, se piensa que en 1611 las obras ya debían estar en un estado avanzado, ya que de hecho en ese año se celebró en el edificio la festividad de San Carlo: uno de los motivos de los retrasos en la construcción fueron los signos de hundimiento de la cúpula cuando finalizaron las obras en 1627, que luego fue demolida y reconstruida.
La iglesia tiene una planta combinación de un esquema centralizado y otro longitudinal, es decir, el cuerpo principal adopta una forma rectangular, mientras que el interior tiene planta de cruz griega rematada con la cúpula principal situada sobre el crucero, organizándose los espacios restantes en cuatro capillas rematadas por otras tantas cúpulas; la regularidad de la planta rectangular se rompe con el ábside situado en el fondo de la iglesia.
La fachada se construyó en dos épocas diferenciadas: el orden inferior, concluido en 1623, está organizado en tres portadas separadas por pilastras, la mayor en el centro, introducida por dos columnas corintias que sostienen un falso arco, en el que se encuentra el relieve de Sant 'Alessandro que indica el diseño de la iglesia de Stefano Sampietri; siempre en el orden inferior, están los nichos que albergan las estatuas de San Pedro y San Pablo, también de Sampietri. El orden superior fue terminado en el Settecento según un diseño de Marcello Zucca, y está compuesto por un frontón mixtilíneo, sobre el que se disponen estatuas de putti.

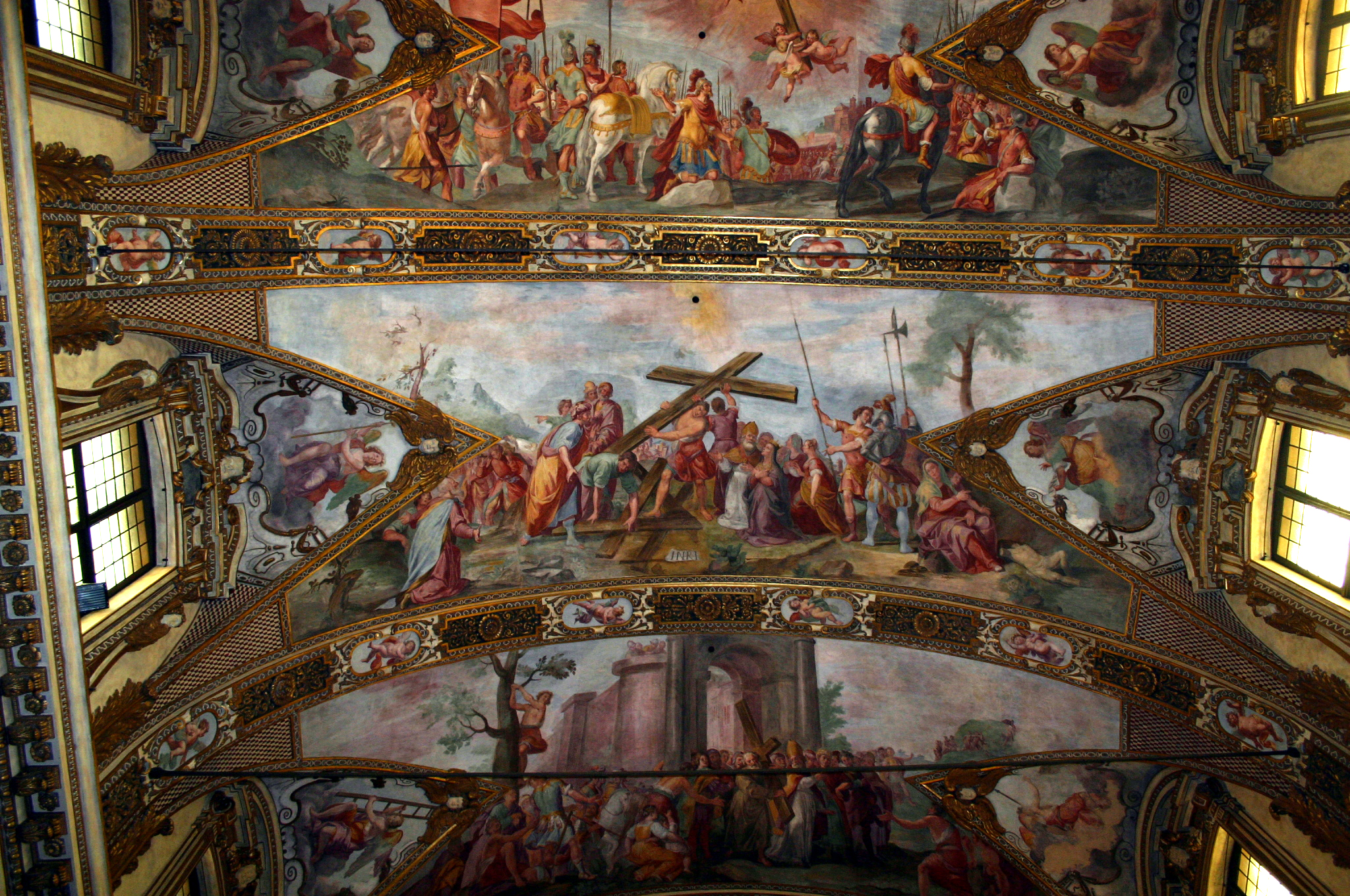
Frescos de los Carlone en Sant'Antonio Abate

El interior de la iglesia, definida como un «museo de artes figurativas del Seicento lombardo», presenta una nave completamente pintada al fresco por varios artistas ilustrando algunos episodios bíblicos; el fresco de la cúpula representa la Gloria de todos los santos (1696) y fue realizado por Filippo Abbiati y Federico Bianchi, así como el ábside y el presbiterio, pintados al fresco con el tema de Episodios de la vida de San Alejandro. Las cuatro capillas están decoradas con abundantes frescos, incluidas las pinturas de la Asunción de María y el retablo de la Navità de Camillo Procaccini, y los frescos de los Ángeles de Fiammenghini, la Adoración de los Magos de Moncalvo y finalmente la Decapitación del Bautista sobre lienzo de Daniele Crespi. Destacan, en cuanto a artes aplicadas, los confesionarios y el púlpito en madera o mármol con incrustaciones.

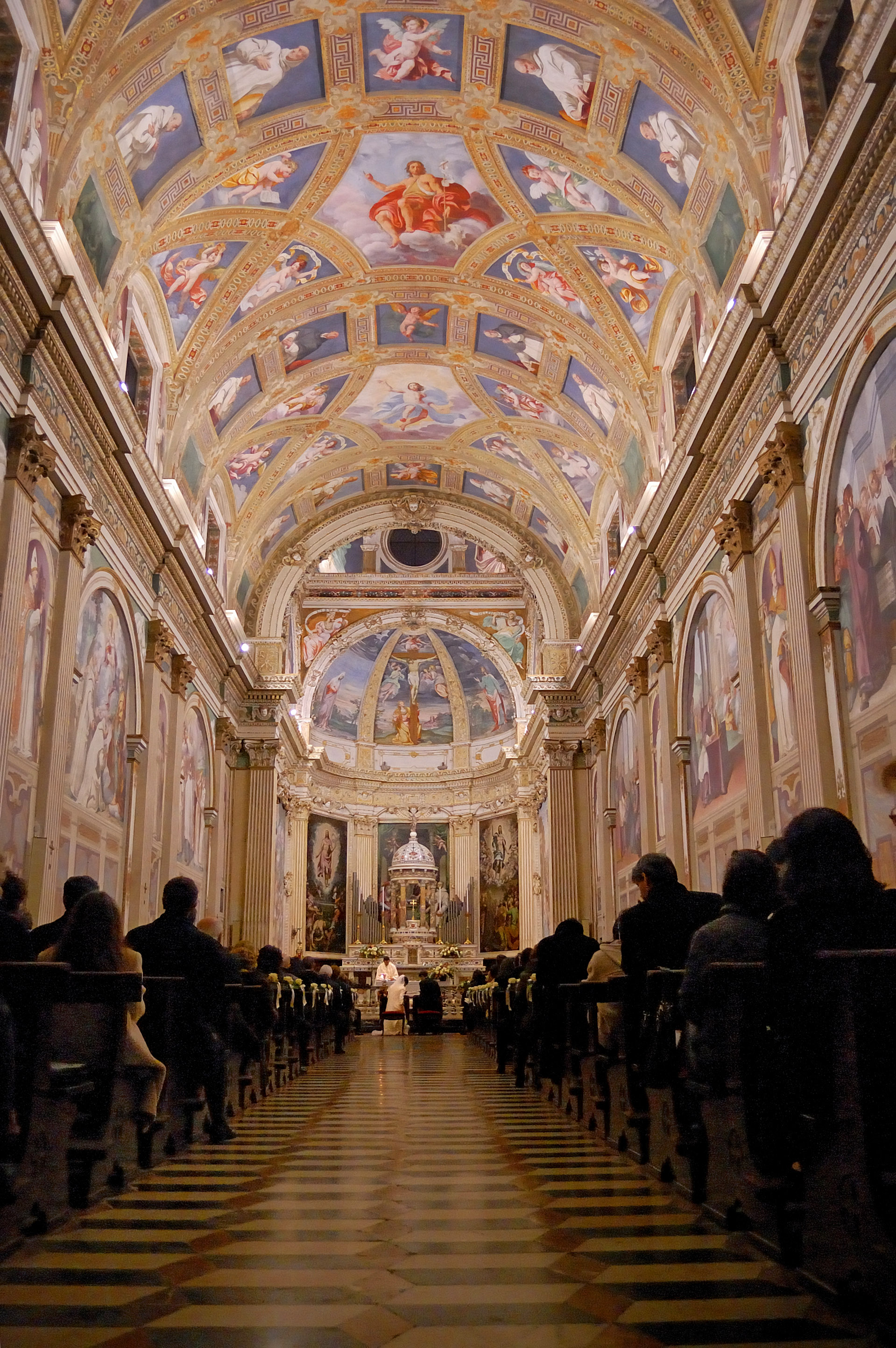
Nave de la Certosa di Garegnano, con frescos de Crespi

Todavía en el centro histórico, aunque la iglesia de Sant'Antonio Abate sufrió una completa renovación de la fachada en la época neoclásica, los interiores siguen estando entre los mejores ejemplos decorativos del barroco lombardo. La construcción de la iglesia fue decidida en 1582 y confiada a Dionigi Campazzo, la planta es de cruz latina, la nave y la contrafachada están decoradas con frescos del ciclo de Historias de la Vera Cruz de Giovanni Carlone, luego completadas por su hermano Giovanni Battista tras la muerte por la peste de Giovanni. A los lados de la nave hay capillas: la capilla de S. Andrea Avellino alberga la pala d'altare (retablo) del Desmayo del Beato Andrea Avellino de Francesco Cairo y tiene frescos de Ercole Procaccini el Joven y Filippo Abbiati; todavía a la derecha, la capilla de la Virgen del Sufragio realizada por Carlo Buzzi alberga el grupo escultórico del Cristo Muerto de Giuseppe Rusnati. En el transepto se pueden observar las pinturas del Morazzone, de Annibale y Ludovico Carracci, mientras que la bóveda parece haber sido pintada al fresco por Tanzio da Varallo. En el lado izquierdo, la tercera capilla está decorada con tres lienzos de Giulio Cesare Procaccini, mientras que la segunda, diseñada por Gerolamo Quadrio, contiene otro ciclo escultórico del Rusnati y el Éxtasis de San Cayetano sobre una tela del Cerano.

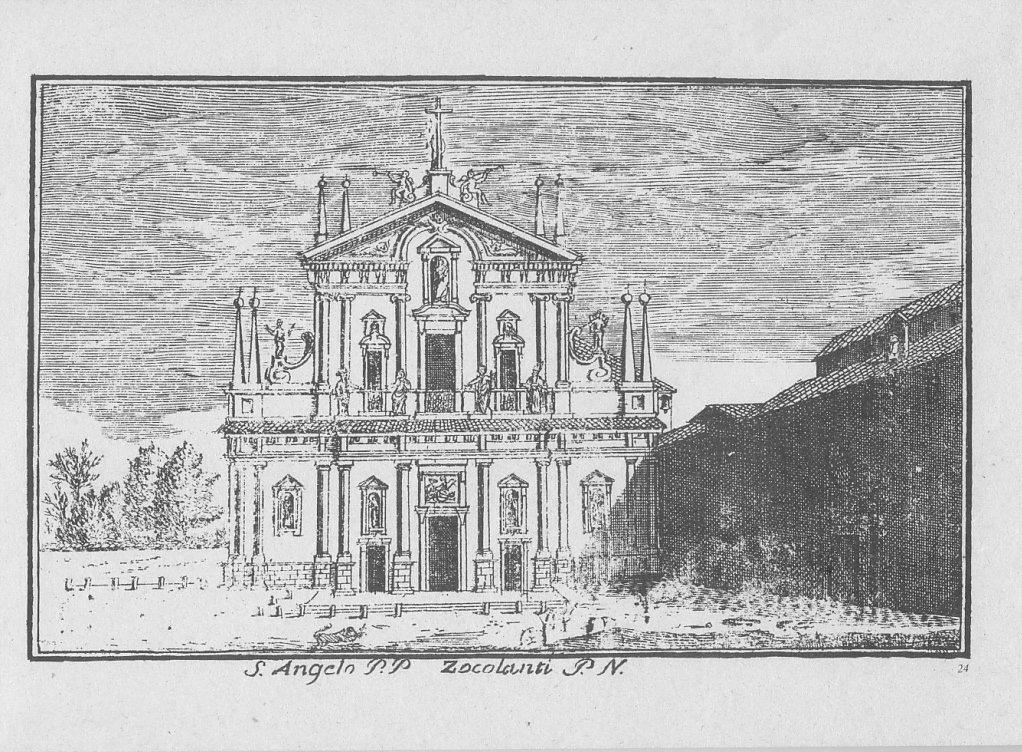
Marc'Antonio Dal Re - Vistas de Milán, SantAngelo dei Padri Zoccolanti (1697-1766)

En via della Moscova se encuentra la iglesia de Sant'Angelo, construida en el período tardomanierista, pero terminada en 1630. La fachada se divide en dos órdenes, el inferior marcado por cuatro columnas coronadas por otras tantas estatuas, y el superior decorado con tres grandes ventanales y coronado por un tímpano; sin embargo, las intervenciones barrocas más significativas se pueden ver en el interior. En las capillas laterales destacan las pinturas del Éxtasis de San Carlos Borromeo del Morazzone, las Esponsales de la Virgen de Camillo Procaccini y los frescos que representan Historias de Sansón en la primera capilla de la izquierda, completamente decorada por Panfilo Nuvolone, padre de Carlo Francesco. En las paredes del presbiterio y del coro están pintadas las cuatro Historias de la Virgen de Simone Barabino y la Asunción de Camillo Procaccini; finalmente, de notable interés es la sacristía que alberga la luneta del Cristo muerto llorado por ángeles de Giulio Cesare Procaccini, considerada una de sus mejores obras.
También del primer Seicento se pueden mencionar la iglesia de Santa María Podone, diseñada por Fabio Mangone, y la iglesia de San Sisto. En esa época fuera de las murallas de la ciudad, hoy en las afueras, se encuentra la Certosa di Garegnano: aunque parte de la iglesia fue construida en la época manierista, gran parte del interior, construido a principios del Seicento, representa uno de los ejemplos más exitosos del barroco milanés. La fachada se completó en 1608; el interior de la bóveda de la nave fue pintada al fresco por Daniele Crespi con el Sacrificio de Abraham, la Magdalena en éxtasis —inspirados en los frescos del Camerino degli Eremiti en el romano Palacio Farnese de Giovanni Lanfranco—, San Juan Bautista, más acorde con los modelos clasicistas emilianos, y el Cristo en gloria, representado según los cánones de la Contrarreforma, a los que se añaden diversas figuras de monjes cartujos; la contrafachada está pintada con las Historias de San Bruno  también de Crespi: estas creaciones están consideradas entre las mejores obras del artista. También están presentes en la iglesia los retablos de la Aparición de Cristo a Santa Catalina de Siena de Camillo Procaccini, y San Bruno entre San Hugo de Grenoble y San Carlos Borromeo del Genovesino.

### Pintura

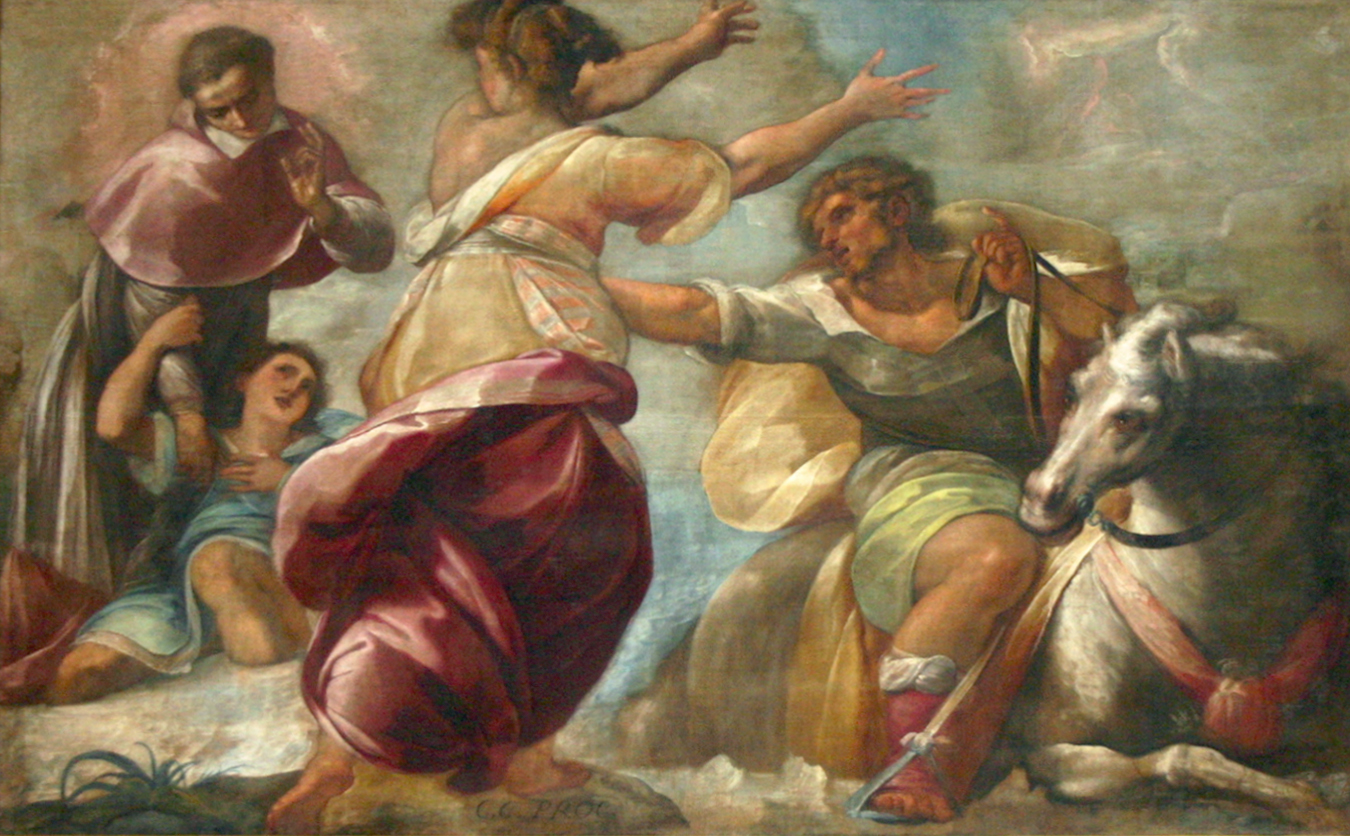
Giulio Cesare Procaccini - Milagro del niño Giovanni Tirone (1610), Duomo di Milano

Los protagonistas de la primera pintura barroca milanesa son, como ya se ha mencionado, il Cerano, Giulio Cesare Procaccini y il Morazzone. Estas tres figuras fueron los principales autores de los ciclos de los Quadroni di San Carlo, contados entre los principales ciclos pictóricos del primer barroco milanés.
Los Quadroni di San Carlo constan de dos ciclos pictóricos que cuentan episodios de la vida de san Carlo Borromeo, uno de los principales personajes del Concilio de Trento y de la Contrarreforma: estos ciclos fueron encargados en estrecha relación con la propuesta para la canonización del cardenal Borromeo: debían mostrar la ejemplaridad de la vida de Carlo Borromeo a través de un recorrido iconográfico. El primer ciclo, creado entre 1602 y 1604, incluía veinte lienzos, a los que se añadieron algunos posteriormente, que van desde la descripción de la actividad pública del cardenal, como la difusión de las doctrinas de la contrarreforma y las visitas a los apestados, hasta a la vida privada, como episodios de caridad y penitencia; las pinturas incluyen obras de los ya mencionados Cerano y Morazzone, a los que se suman Paolo Camillo Landriani, conocido como el Duchino, Giovanni Battista della Rovere, conocido como el Fiammenghino, y otros menores como Carlo Antonio Procaccini, primo del más famoso Giulio Cesare, y Domenico Pellegrini. El segundo ciclo de pinturas data de 1610, tras la canonización, y tiene como temática los milagros del santo: está compuesto por veinticuatro pinturas al temple; Cerano, Giulio Cesare Procaccini y el Duchino crearon seis cada uno, correspondiendo los demás a otros maestros menores, como Giorgio Noyes y Carlo Buzzi: algunos lienzos adicionales fueron encargados a finales del Seicento.

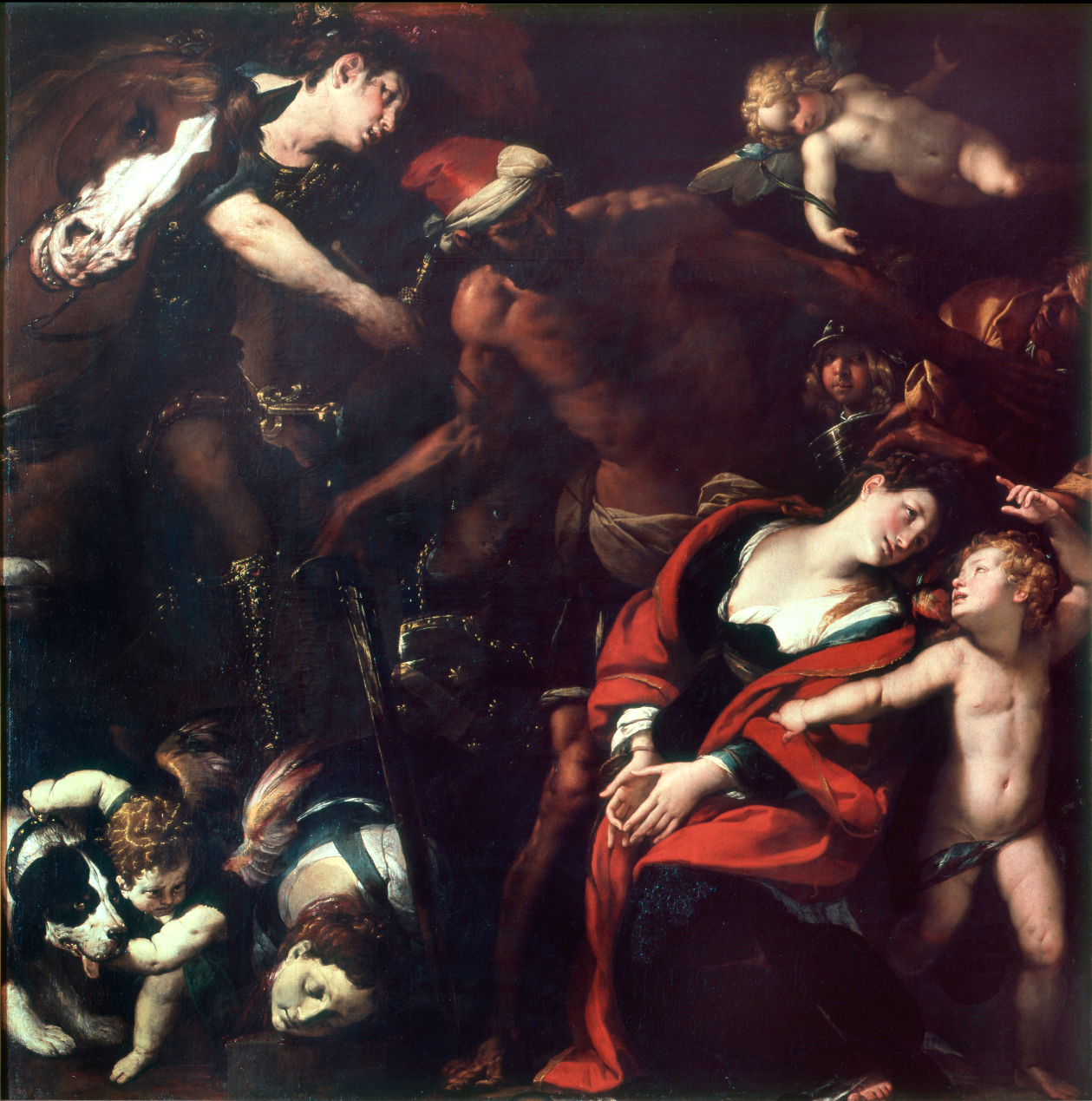
Il Cerano, Giulio Cesare Procaccini, Il Morazzone - Quadro delle tre mani (1625), Pinacoteca de Brera

Si los Quadroni de San Carlo en su conjunto son uno de los ciclos pictóricos más representativos del primer arte barroco milanés, los críticos a menudo están divididos sobre la uniformidad de la calidad de las creaciones: si las obras de El Cerano son elogiadas por la crítica por el excelente resultado, el Duchino y el Fiammenghino no logran obtener el mismo consenso, para luego pasar a la obra de Carlo Antonio Procaccini y de Domenico Pellegrini, cuyas obras rara vez se consideran de la misma calidad que las de los artistas anteriores.
Una obra maestra de la pintura lombarda del Settecento  es el cuadro Martirio de las santas Rufina y Segunda, más conocido como el Quadro delle tre mani, ya que fue creado en colaboración entre el Cerano, Giulio Cesare Procaccini y el Morazzone, los más grandes pintores del momento. El cuadro representa el martirio de dos jóvenes hermanas en la época de la Roma imperial y se puede dividir idealmente en las tres partes en las que trabajaron los pintores: en el centro está la obra de Morazzone, el verdugo empuñando una espada, sus ayudantes y el angelote con la palma del martirio, el Procaccini se ocupó a la derecha de santa Rufina y del ángel que la consuela, y el Cerano se encargó de la parte izquierda, con el caballero, la santa Segunda ya decapitada y el ángel que sostiene un perro, intentando arrojarse sobre la cabeza de la santa. Analizando las carreras y el estilo de cada uno de los artistas, se puede afirmar que el cliente, Scipione Toso, confió cada una de las partes del cuadro según los temas y estilos que más congeniaban con los pintores: si el Cerano era especialmente hábil para imprimir un tono dramático a la obra, el Procaccini supo representar adecuadamente la esperanza cristiana, mientras que el Morazzone destacó por un carácter más enérgico y dinámico de su representación.
Finalmente, los artistas antes mencionados participaron en la estrecha corriente del retrato: la colección más famosa de la época es la de los benefactores del hospital mayor, en la que destacan Daniele Crespi y Tanzio da Varallo con los retratos de los Pozzobonelli y de Francesco Pagano.

### Arquitectura civil

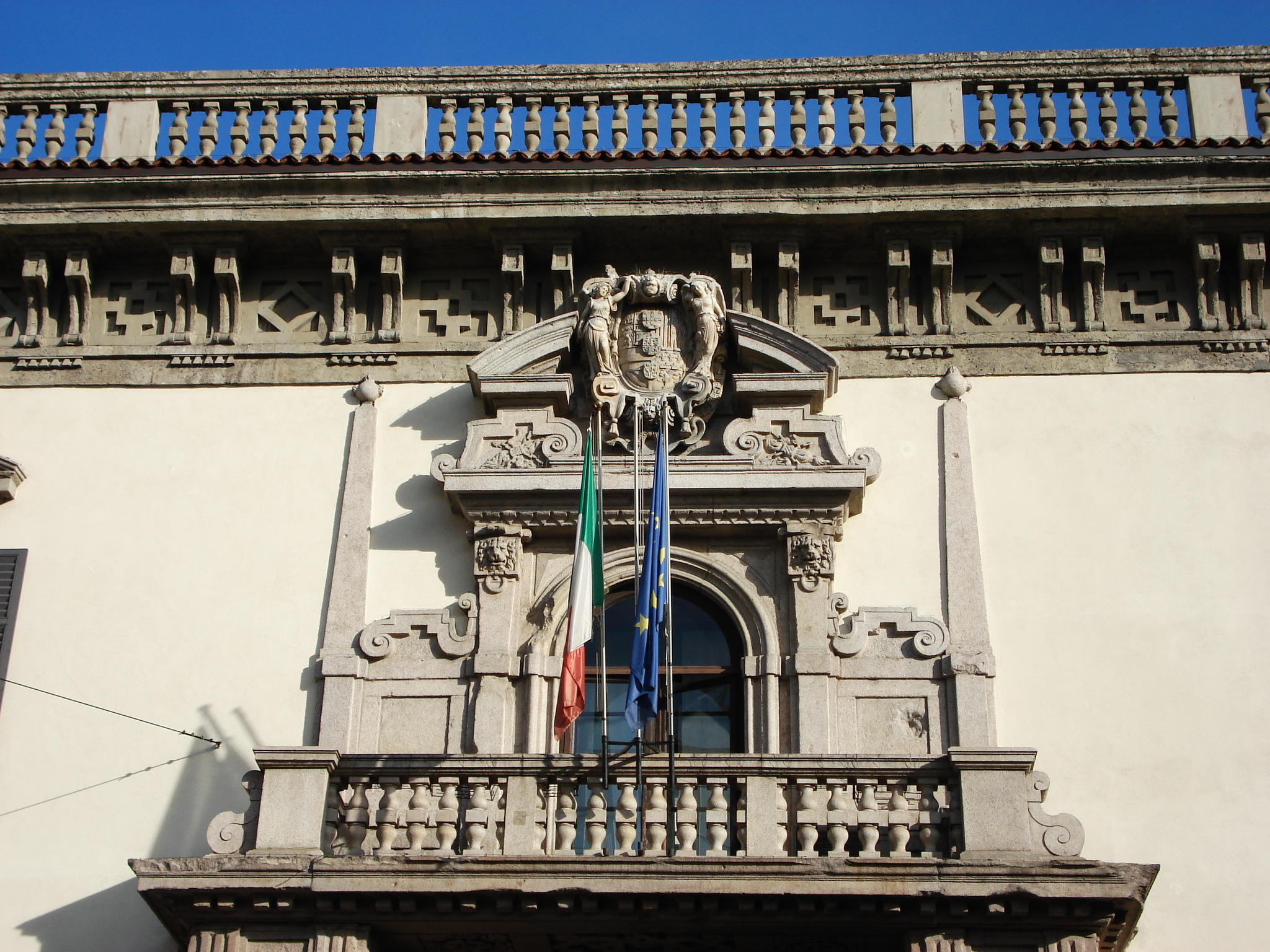
Detalle del palacio del Capitán de Justicia

A principios del Seicento, los encargos religiosos superaban con creces a los civiles, que a menudo también estaban vinculados a encargos religiosos.
El mayor ejemplo de arquitectura civil de la época fue el Palacio del Senado, encargado en 1608 por Federico Borromeo para albergar el Collegio Elvetico: el proyecto fue confiado inicialmente a Fabio Mangone, y fue retomado veinte años más tarde por Richini. Una peculiaridad del palacio es la parte central de la fachada cóncava, diseñada por Richini, que rompe con el estilo milanés más sobrio, acercándose a un barroco romano más decorado, en su interior se encuentran dos patios con las formas más clasicistas del Mangone, definido por un doble orden de logias arquitrabadas.
Iniciada por orden de Francesco Sforza, la obra del Ospedale maggiore (Hospital Mayor) de Filarete, que había estado paralizada durante muchos años, se reabrió en 1624 gracias a un importante legado de un particular. Los proyectos de renovación fueron nuevamente confiados a Richini y Fabio Mangone, al que se debe la parte central de la fachada y del gran portal barroco con tímpano,  flanqueado por hornacinas con estatuas, y de la remodelación del patio principal con un doble orden de logias arqueadas con decoraciones de mármol y terracota. En las obras y dibujos de las obras también participaron artistas como Camillo Procaccini y el Cerano.
Por último, se menciona el palacio del Capitán de Justicia, iniciado en el siglo XVI, que sufrió numerosas reformas y ampliaciones a lo largo de los años: de las intervenciones seicenteschi quedan la fachada, con la rica portada, y el patio interior con loggia in bugnato.

## El segundo Seicento

### Arquitectura religiosa

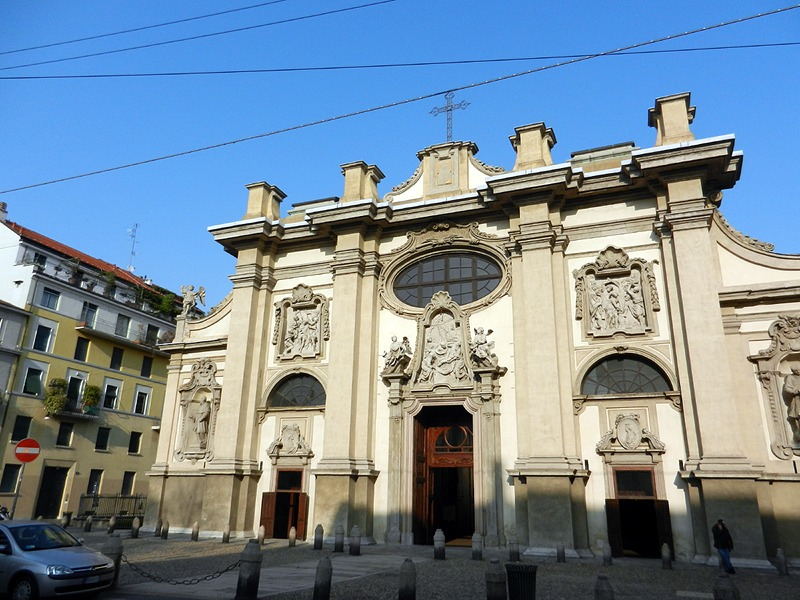
Fachada de la iglesia de Santa María de la Pasión

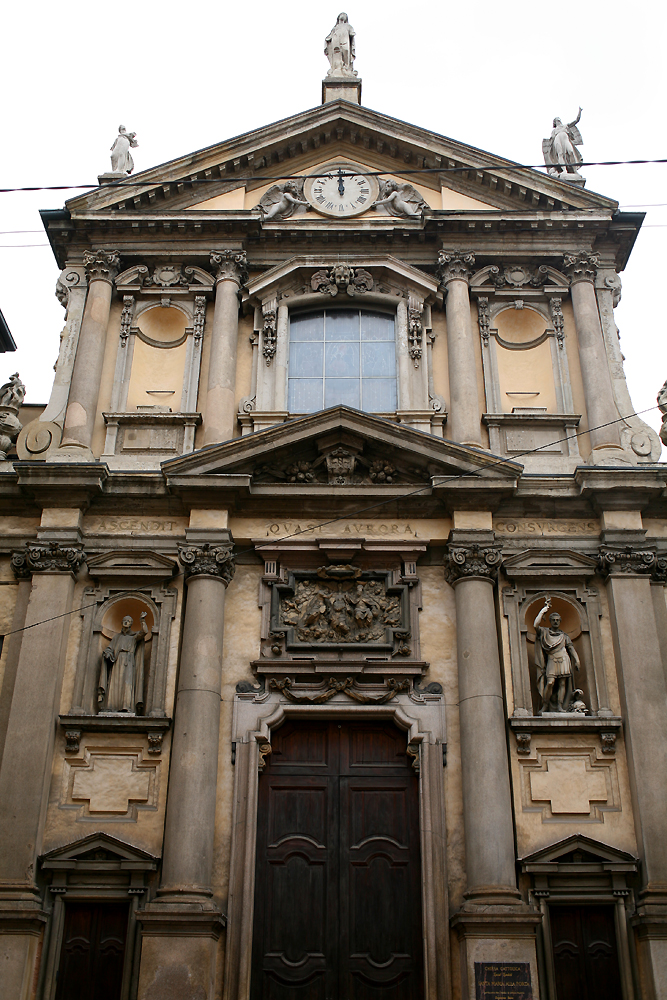
Fachada de la iglesia de Santa Maria alla Porta

En comparación con los principios del Seicento, las obras religiosas ya no tenían la misma pujanza que en la época de Federico Borromeo, aunque todavía representaban los mayores encargos de la época; sin embargo, se dio más prioridad a la decoración interior de las iglesias ya existentes que a la construcción de nuevos edificios.
La construcción de la iglesia de Santa María de la Pasión se inició en el siglo XVI, disminuyendo la intensidad constructiva con el paso de los años, para recuperar vivacidad en el siglo XVII, por lo que la iglesia es una mezcla de arte barroco y renacimiento lombardo. La fachada de la iglesia, que data de 1692 y fue diseñada por Giuseppe Rusnati, está marcada por cuatro pilastras: en los lados extremos hay dos hornacinas típicamente barrocas, mientras que los otros tres espacios marcados por las pilastras están decorado con altorrelieves que representan la Flagelación, la Coronación de espinas y la Deposición; es de notar la similitud con la iglesia de San Alessandro in Zebedia en los amorcillos colocados a los lados de la fachada.
La decoración interior se remonta en gran medida a principios del Seicento. En la nave central, al pie de la cúpula, el ciclo de la Historias de la Pasión de Daniele Crespi; en la nave derecha, la tercera capilla alberga el lienzo de Giulio Cesare Procaccini que representa a Cristo en la columna, mientras que la quinta capilla presenta los lienzos de Ester y Asuero y la Madonna del Rosario entre Santo Domingo y Santa Catalina de Siena de Giuseppe Nuvolone. En la nave izquierda alberga los lienzos de Camillo Procaccini, fechados en 1610, con San Francisco recibiendo los estigmas y Cristo en el jardín de los olivos, así como la obra sobre lienzo de Giuseppe Vermiglio Funeral de Thomas Beckett (1625); en la cuarta capilla se encuentran la Madonna y santos del Duchino, y la Flagelación y el Cristo del huerto de los olivas esta vez de Enea Salmeggia conocido como il Talpino; finalmente en la primera capilla se encuentra el famoso cuadro del Ayuno de San Carlos de Daniele Crespi que, respetando cuidadosamente los dictados artísticos indicados por el propio Carlo Borromeo, buscaba representar en su esencialidad la altura moral y religiosa del santo.
La otra construcción importante de la época fue la iglesia de Santa María alla Porta, completamente reconstruida sobre la antigua iglesia del siglo XII: el proyecto fue elaborado inicialmente por Francesco Maria Richini a partir de 1652, y luego, tras su muerte en 1658, pasó a manos del arquitecto Francesco Borromini, quien finalizó el proyecto, siendo responsable en particular del portal principal. La fachada, más bien esbelta, se divide en dos órdenes, jónico y corintio respectivamente, unidos por volutas y que rematan en un tímpano sobre el que se colocan las estatuas de la Virgen y de dos Ángeles; en la fachada hay nichos a los lados, mientras que la parte central está más decorada, con el portal principal arquitrabado rematado por un relieve de Carlo Simonetta de la Coronación de la Virgen de 1670; el orden superior está decorado con una ventana del barroco tardío 
El interior consta de una sola nave con capillas laterales introducidas por serlianaa, que termina con el presbiterio que sostiene una cúpula con linterna atribuida a Gerolamo Quadrio; sobre el tambor hay nichos con esculturas de ángeles de Giuseppe Vismara y Carlo Simonetta que datan de 1662. Entre las cuatro capillas destaca la primera del lado derecho, diseñada por Giuseppe Quadrio, con las obras Gloria y Ángeles también de Simonetta: constituye uno de los mejores ejemplos de escultura del segundo Seicento lombardo.
De esa época también es la iglesia de San Nicolao , reconstruida a partir de 1660 tras la demolición de una iglesia preexistente por parte de Gerolamo Quadrio y Giovan Battista Paggi. La iglesia parece bastante sobria tanto por dentro como por fuera, sin embargo alberga uno de los pocos ejemplos de pintura napolitana en la ciudad, un lienzo de San Nicola de Massimo Stanzione, donado en el momento de la consagración de la iglesia por el consejero del rey de España Mateo Rosales. Los exteriores de la iglesia de Santa Maria della Vittoria han sido completamente remodelados, en particular la fachada del siglo XX; en cambio, los interiores son dignos de mención por el lienzo de San Pedro liberado de prisión de Giovanni Ghisolfi y los Ángeles de mármol de Antonio Raggi, ambos ubicados cerca del altar derecho, mientras que en el altar izquierdo está el lienzo de San Carlo que comunica con los apestados de Giacinto Brandi y otros dos Ángeles de mármol de Dionigi Bussola.

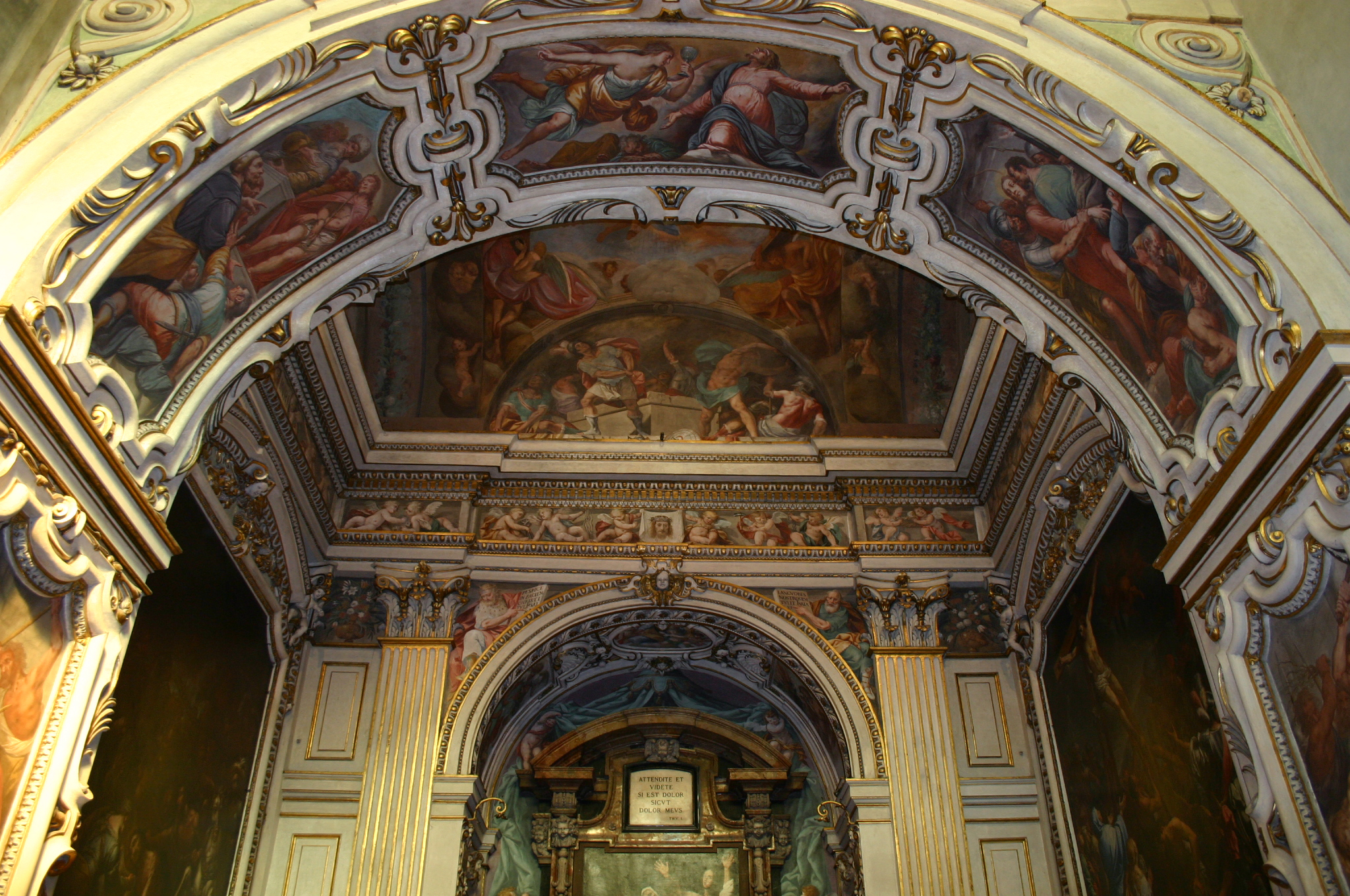
Capilla de la Piedad de la iglesia de San Marcos

Mención aparte merece la profunda renovación del interior de la iglesia de San Marcos, modificada a partir de 1690, en la que se construyeron las actuales pilastras, se sustituyó la anterior bóveda de cañón de la nave central por una cubierta de armaduras y se construyó la cúpula: la planta es de cruz latina y se divide en tres naves, a cuyos lados se encuentran numerosas capillas de diversas épocas. En el transepto derecho está el fresco de Alejandro V estableciendo la orden de los Agustinos de Fiammenghini mientras que en la capilla de Sant'Agostino hay pinturas de Federico Bianchi y Paolo Pagani; en las paredes laterales del presbiterio se encuentran lienzos de historias de Sant'Agostino de Cerano y de Camillo Procaccini, así como frescos del Luigi Miradori il Genovesino (1605-1656) y el retablo de Sant'Agostino de Ercole Procaccini el Viejo (1520-1595). Autores posteriores se encuentran en el transepto izquierdo: en la capilla de la Piedad, a cuyos lados se encuentran las pinturas de Antonio Busca y Ercole Procaccini el Joven, quienes también fueron responsables de los frescos de la Historia de la Pasión en el arco de entrada; en el interior hay estucos y frescos de Montalto, mientras que en la pared frente a la capilla hay frescos de la Adoración de la banda sagrada y de San Agustín lavando los pies de Cristo con ropas de peregrino del Legnanino. En la nave izquierda hay un Cristo que se aparece a San Gerolamo que traduce las Sagradas Escrituras de Legnanino, la Virgen y los Santos Pedro y Antonio de Camillo Procaccini y una Transfiguración de Giulio Cesare Procaccini.
Por último, destacan algunas reacondicionamientos de Gerolamo Quadrio en la iglesia de Santa María del Carmine entre 1673 y 1676 y el coro de nogal de Carlo Garavaglia de 1645, en el que se representan Episodios de la vida de San Bernardo en la abadía de Chiaravalle.

### Arquitectura civil

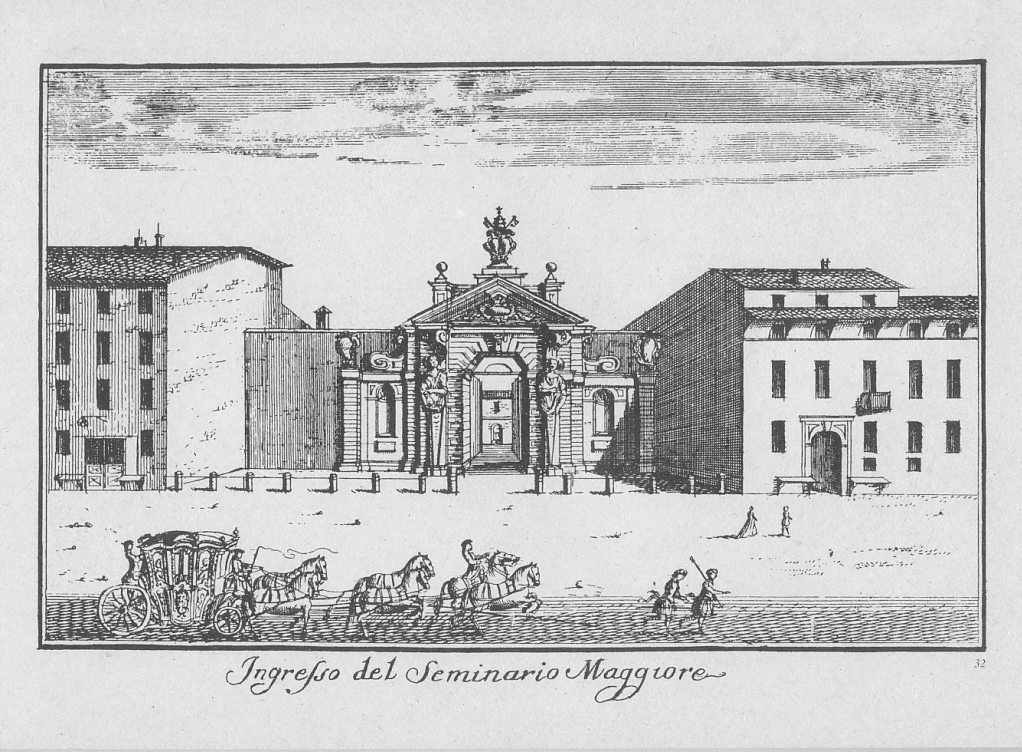
Ingresso del Seminario Maggiore, en una vista de Milán hacia 1745

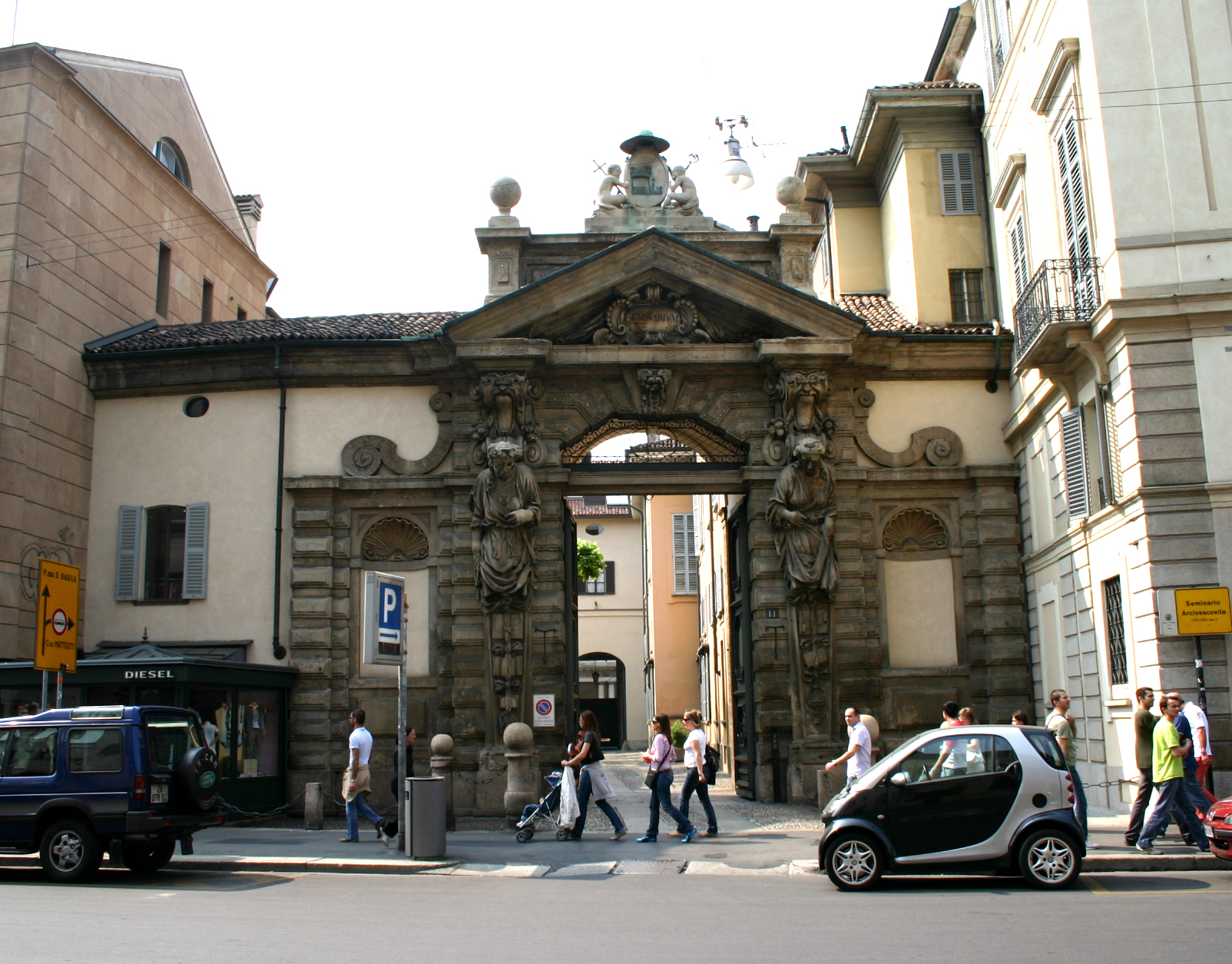
Portal del Seminario Arzobispal

Aunque la segunda mitad del Seicento milanés vio un creciente interés por la arquitectura civil en comparación con la primera mitad del siglo, el predominio del arte religioso no desapareció, sobre todo considerando que muchos palacios todavía tenían encargantes religiosos.
De encargo religioso se puede encontrar el Seminario Arzobispal, en particular la entrada, perfecto ejemplo de portal baroco diseñado por Richini en 1652: formada por un bugnato y coronada por un arquitrabe trapezoidal, en los lados presenta dos cariátides que representan la Esperanza y la Caridad. El Colegio de Sant'Alessandro fue construido para uso de las escuelas barnabitas, diseñado por Lorenzo Binago y construido entre 1663 y 1684; la fachada de impostación tardobarroca, a veces atribuida a Borromini, se divide en dos órdenes: en la planta baja llama inmediatamente la atención el portal con un arquitrabe curvilineo decorado a los lados con dos cartelas rizadas, mientras que en la planta superior las ventanas presentan en los frontones mixtilíneos de los medallones que representan alegorías vinculadas a la cultura. Andrea Biffi llevó a cabo modificaciones menores en el palacio arzobispal, quien terminó sus modificaciones en el patio interior en 1680.
A pocos minutos a pie del palacio Arzobispal se encuentra el palacio Durini: encargado en 1645 por el comerciante-banquero Giovan Battista Durini, el proyecto fue confiado a Richini; el palacio es uno de los mayores ejemplos de edificios seicentescos en la ciudad. La fachada, como era tradición establecida en la ciudad, es bastante sobria y lineal en comparación con los estilos barrocos de otras ciudades italianas y se centra en un monumental portal de entrada in bugnato que sostiene un igualmente monumental balcón de la planta principal, donde los ventanales decorados con tímpanos triangulares y curvilineos alternados están decorados con soportes en la base en forma de mascarón, esta decoración se repite en la cornisa. Los interiores son sin duda dignos de mención: saliendo desde la escalera de honor decorada en mármol rojo al piso principal, se entra en la antesala decorada con trompe-l'œil, pasando por una serie de salas de paso decoradas con medallones pintados se llega al salón de honor pintado al fresco con el Triunfo de Eros de la escuela lombarda; siempre en la planta principal se pueden admirar los techos de madera tallada procedentes del demolido palacio Arnaboldi.

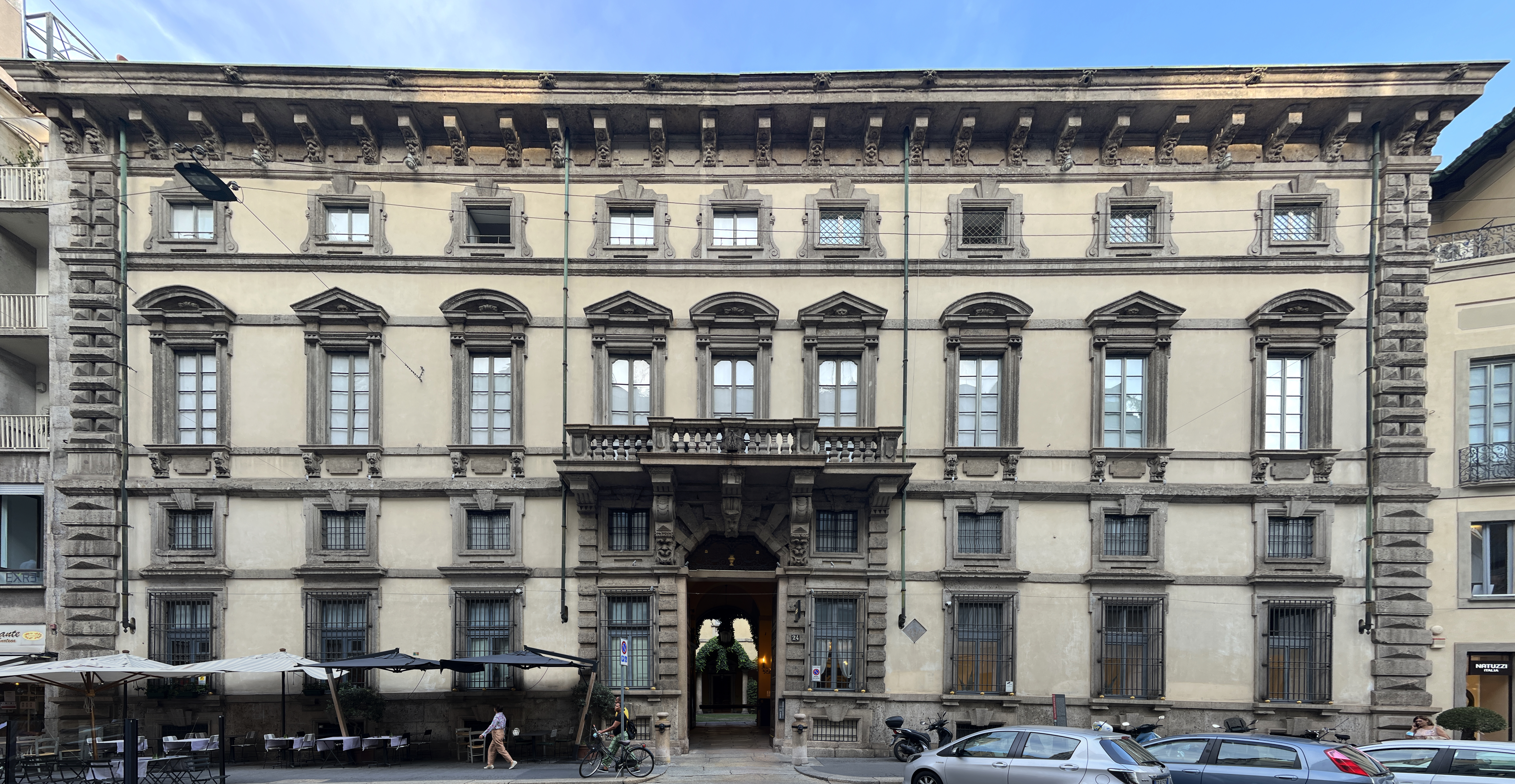
palacio Durini (1645-?), obra de Richini

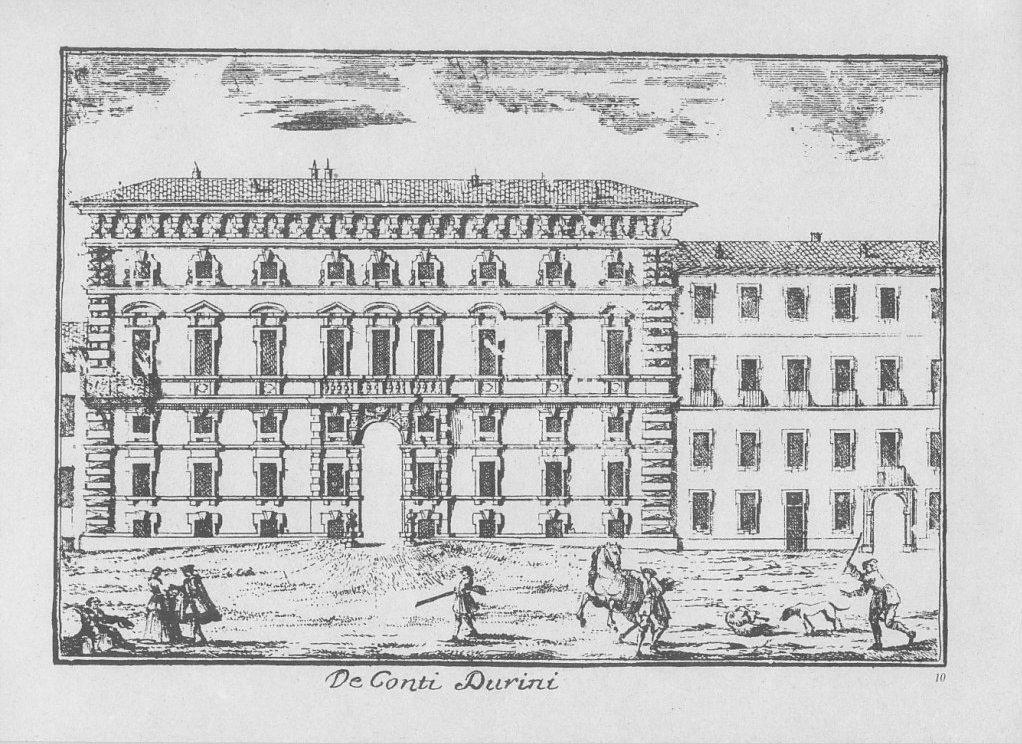
Marc'Antonio Dal Re - Vistas de Milán, palazzo Durini (1745)

Terminado en la cuarta década del Seicento, el palacio Annoni fue construido una vez más según un diseño de Filippo Maria Richini; la fachada, decorada en la planta baja con un zócalo de bugnato, se centra en el portón de entrada insertada entre dos columnas salientes de orden jónico que sostienen el balcón de la planta noble, en la planta superior los grandes ventanales con frontones alternativamente triangulares o curvos. tienen balaustradas, la fachada queda finalmente delimitada por lesenas in bugnato. Al patio interior, construido repitiendo la decoración exterior, se accede atravesando la cancel de hierro forjado original de la época. En el siglo XVIII, el palacio albergaba una rica biblioteca y la galería de arte privada de la familia Annoni, que incluía, entre otras cosas, pinturas de Rubens, Gaudenzio Ferrari y Antoon van Dyck, confiscadas por los austriacos en 1848.
Frente al palacio Annoni se encuentra el palacio Acerbi, que data de principios del Seicento, pero que fue profundamente renovado durante los años de la gran peste: la fachada, bastante escasa en comparación con la de enfrente, se enriqueció en el Settecento con pequeños balcones curvilíneos y mascarones ornamentales con figuras de león cerca del portal de entrada, mientras que en el interior, superado el primer sobrio patio con arquitrabes, se puede mencionar el segundo patio de estilo rococó. Curiosamente, gracias a la posición opuesta de los dos edificios, hacia la segunda mitad del Seicento se produjo una batalla de "sfarzosità" entre las familias Annoni y Acerbi: la primera, impresionada por la riqueza de las renovaciones de los Acerbi, no quiso ser menos; se inició así un largo duelo de renovaciones y obras en los edificios destinado a definir cuál de las dos familias era más rica y poderosa.
El palacio de las Escuelas Palatinas, que se construyó sobre el terreno de un palacio incendiado. estaba destinado al uso público. Las obras comenzaron en 1644 según un proyecto de Carlo Buzzi, que para la fachada retomó la estructura del palacio de los Giureconsulti. Del edificio original sólo queda la fachada, distribuida en varios órdenes: en la planta baja hay una loggia escandida por columnas pareadas, mientras que en la planta superior hay ventanas decoradas con un nicho en el centro que aloja la estatua de San Agustín de Giovan Pietro Lasagna, mientras que más a la derecha, en el frontón que conduce a un pasaje cubierto, se encuentra la estatua de Ausonio del mismo autor.

### Pintura

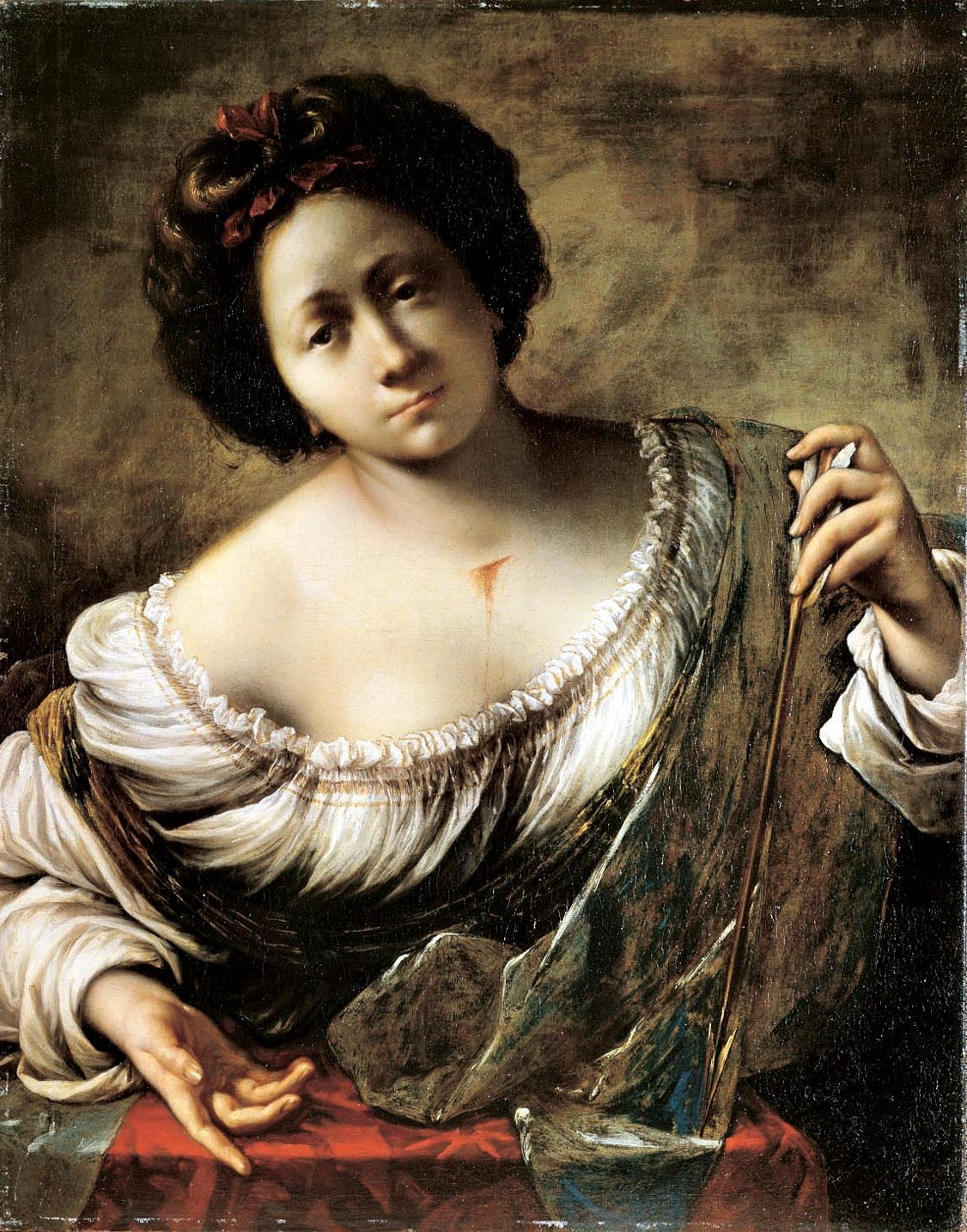
Francesco Cairo - Santa Cristina (1683) - Pinacoteca del Castello Sforzesco

El segundo Seicento, con la desaparición de los principales intérpretes de los pintores "pesados" del primer Seicento lombardo retomó el legado de estos últimos, superando definitivamente los vínculos con el manierismo que podían encontrarse en algunas de las obras de los artistas federiquenses: la mayoría de los artistas de este período fueron en realidad estudiantes de la Academia Ambrosiana o formados en los talleres de los maestros del primer Seicento lombardo.
El punto de ruptura lo marcó Carlo Francesco Nuvolone, el mayor de los dos hermanos y alumno del Cerano, que mostró en su estilo el dinamismo típico del arte barroco, del que son recordados los frescos de la iglesia de Sant'Angelo en Milán; mientras Francesco Cairo muestra una constante evolución de estilo, influido por sus numerosos viajes entre Turín y Roma donde tuvo tiene la oportunidad de confrontar con exponentes de las escuelas emiliana y genovesa. Estos dos pintores, junto con Giuseppe Nuvolone, estuvieron en constante enfrentamiento, fruto de numerosas colaboraciones en diversas obras, especialmente en las de los Sacri Monti lombardos, que conducirán a una evolución de la pintura sacra de principios del siglo XVII, abandonando su carácter exclusivamente dramático en favor de una mayor variedad narrativa. Completando la evolución de la pintura milanesa está Giovan Battista Discepoli, formado con Camillo Procaccini; su pintura está más influenciada por Morazzone: él también muestra una fuerte evolución de estilo; entre sus obras se recuerdan los lienzos de la iglesia de San Vittore al Corpo y la Adoración de los Magos, una vez ubicada en la demolida iglesia de San Marcellino.

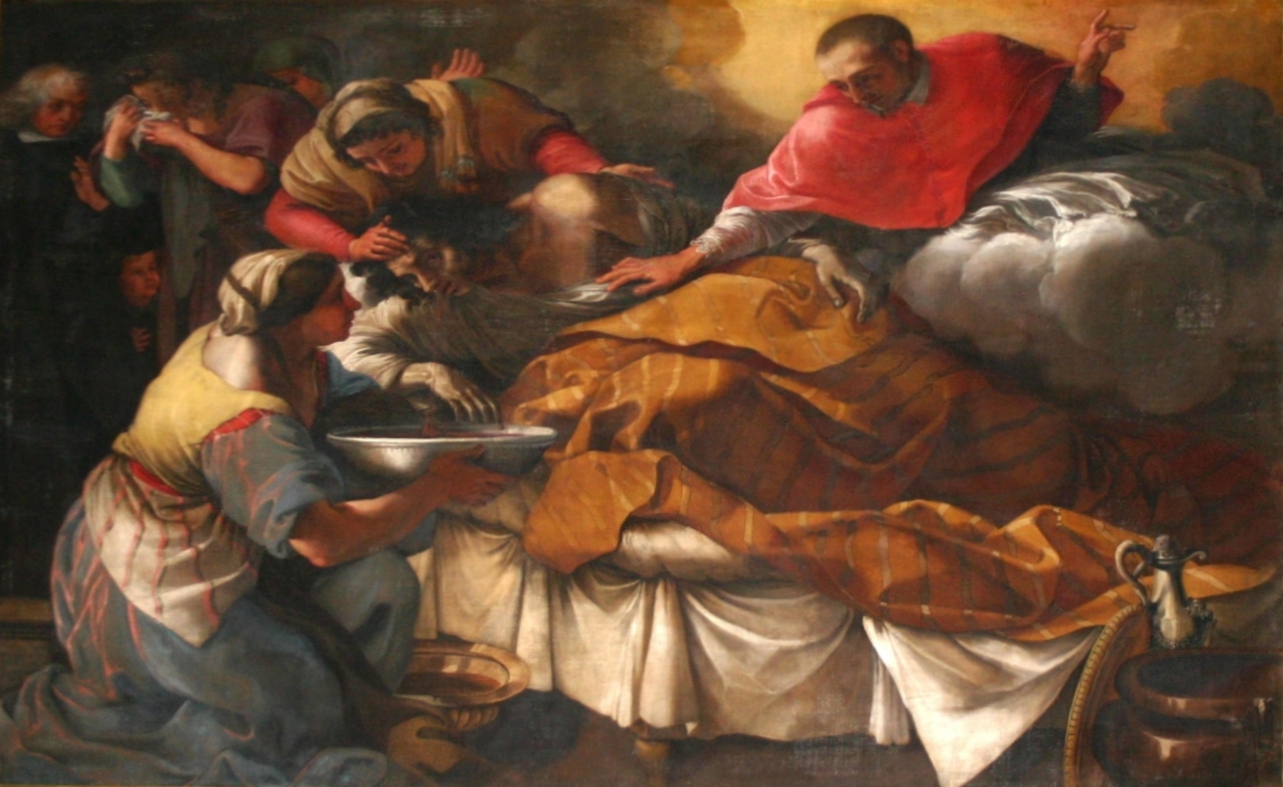
Giorgio Bonola - Milagro de Marco Spagnolo (1681) - Duomo di Milano

Muerto Carlo Francesco Nuvolone o El Cairo, y gracias a la influencia del recién elegido papa Clemente IX y a sus relaciones con el arzobispo Alfonso Litta, el arte lombardo experimentó un acercamiento con el arte romano hacia un gusto más marcadamente barroco, lo que contribuyó a llevar a artistas romanos a Milán como Salvator Rosa y Pier Francesco Mola, mientras que se favorecen una vez más los viajes de jóvenes artistas a Roma, entre ellos los de Giovanni Ghisolfi y Antonio Busca, lo que resultó en una nueva actualización del ambiente artístico milanés; no es casualidad que la cátedra de la Accademia Ambrosiana fuera asignada posteriormente a Antonio Busca. Con este último surgieron dos corrientes que estaban destinadas a sobrevivir incluso en el Settecento, es decir, una corriente más clasicista propia del Busca, contrapuesta a un estilo más exuberante e imaginativo de la madurez de Giuseppe Nuvolone, trayendo a la ciudad ambrosiana esa misma controversia entre los dos estilos del ambiente romano.
Muchos años después de los pittori pestanti hubo un pequeño resurgimiento de la tradición pictórica borromea; en particular, se suman a la ya vasta obra de los Quadroni di San Carlo, las obras de Giorgio Bonola y Andrea Lanzani, que prefiere una orientación más clasicista, y de Filippo Abbiati, con un estilo decididamente barroco, al que se suman más tarde las obras de Giacomo Parravicini: Abbiati y Lanzani continuarán esta dualidad entre clasicismo y barroco incluso en os primeros años del Settecento. Cabe señalar que muchos de los artistas recién mencionados ya estaban en contacto por el encargo del ciclo de la Vida de San Rocco para la iglesia de San Rocco en Miasino, donde trabajaron Bonola, Abbiati, Lanzani y Giuseppe Nuvolone. En los últimos años del Seicento se observa la primera obra de Stefano Legnani, conocido como el Legnanino y Sebastiano Ricci: su obra, sin embargo, se hace coincidir y ponerla en continuidad con el Settecento lombardo.
Como en la primera parte del siglo, la pinacoteca de los benefactores del hospital principal recoge los mejores ejemplos del retratística milanesa de la segunda parte del Seicento; gracias a la pinacoteca se puede observar la evolución hacia un estilo barroco más maduro: el mejor testimonio se atribuye a Giuseppe Nuvolone.

## El Settecento
El Settecento marca un punto de inflexión en el arte y la arquitectura milaneses: históricamente marca el paso del ducado bajo el dominio de los austriacos, bajo los cuales las artes pasaron del servicio de las comisiones religiosas al patriciado y posteriormente al Estado. Se asiste, por tanto, a una disminución de la producción artística religiosa en beneficio de la producción civil. Este período, aunque produjo las formas más maduras y exuberantes del barroco milanés, representa una especie de precursor de la temporada neoclásica milanesa, en la que el arte y la arquitectura pasaron definitivamente al servicio de los asuntos públicos y del Estado.

### Palacio Litta

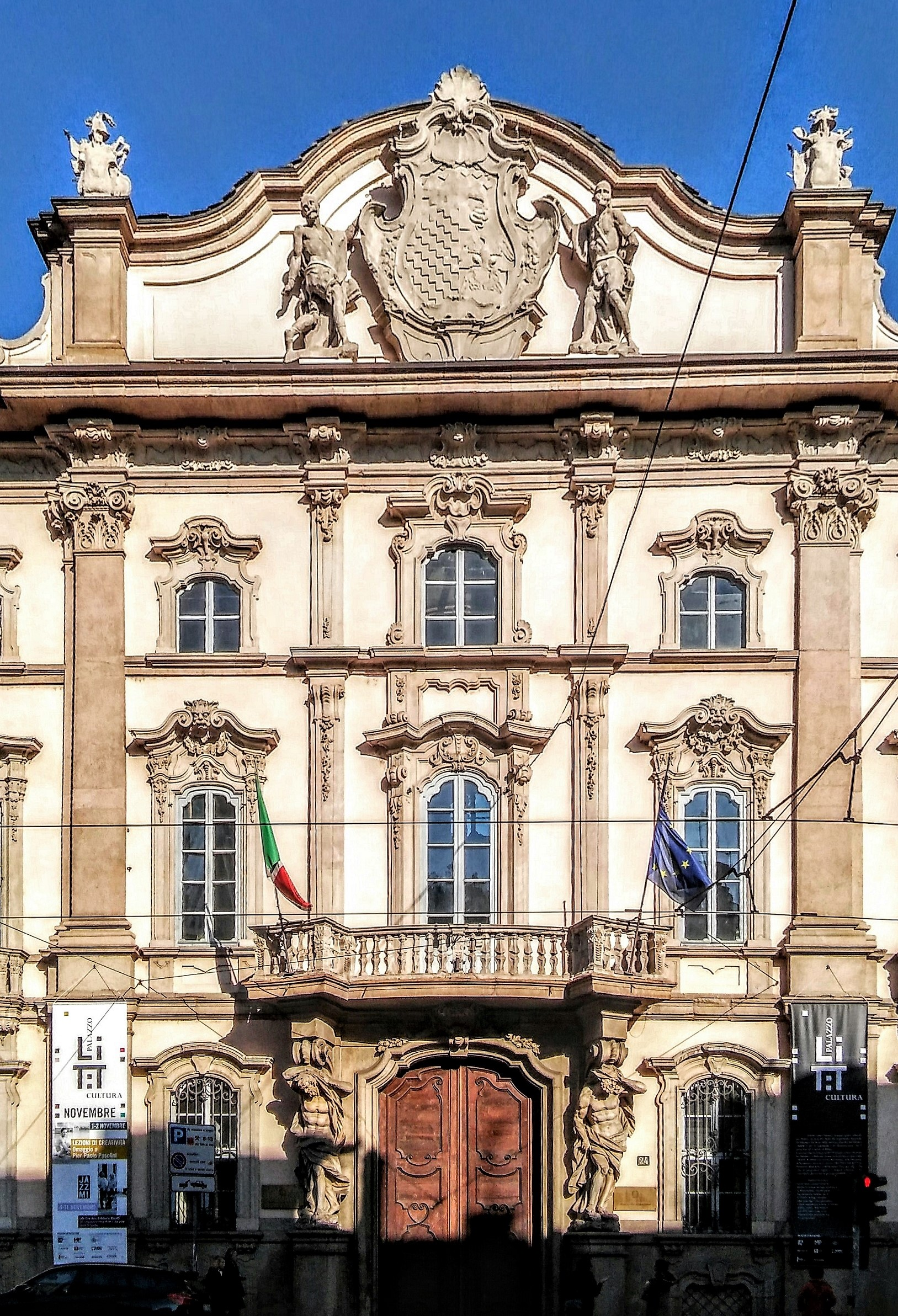
Detalle del portal del palacio Litta

El palacio Litta representa, junto con el palacio Clerici, el mejor ejemplo de arquitectura barroca settecentesca de la ciudad. Construido en el Seicento, el proyecto fue nuevamente confiado a Richini, y no fue terminado hasta 1752, a quien se debe la imponente fachada diseñada por Bartolomeo Bolli. El palacio se compone de tres cuerpos: el cuerpo principal en el centro se distribuye en tres plantas, puntuado por seis pilastras de orden corintio, está más decorado y ligeramente saliente respecto a los otros dos cuerpos laterales simétricos, de sólo dos plantas de altura.
En la planta baja, el portal central adquiere formas monumentales, delimitado por dos cariátides gigantes que sostienen una balconada convexa: esta forma se retoma en los pequeños balconcillos laterales del primer piso. Cada piso tiene ventanas muy decoradas con tímpanos curvilineos, cada piso tiene decoraciones diferentes: en el piso noble se pueden ver marcos decorados con volutas dobles que tienen cabezas de león; en la última planta las ventanas tienen antepechos de hierro forjado. El cuerpo central está coronado por un gran frontón mixtilíneo, con el escudo de la familia Litta tallado en su interior sostenido por dos moros: la creación de este frontón se atribuye en ocasiones a trabajadores de la Fabbrica del Duomo, desempleados en ese momento, Elia Vincenzo Buzzi, Carlo Domenico Pozzo y Giuseppe Perego.
Pasando la entrada se encuentra el patio principal de gusto seicentesco, atribuido al Richini, de planta cuadrada cerrado por los cuatro lados por pórticos con bóvedas de cañón, sostenidos por columnas arquitrabadas de granito decoradas con capiteles con festones; continuando hacia la izquierda se accede a la monumental escalera "a tenaglia" (de tenaza), construida por Carlo Giuseppe Merlo en 1750 en granito rosa de Baveno con pretil de mármol rojo de Arzo y mármol negro de Varenna. Los interiores se encuentran entre los más lujosos del panorama milanés, con suelos con incrustaciones, decoraciones de estuco y mármol y frescos. Entre las habitaciones más bellas destaca la sala central, o Sala degli specchi, adornada con espejos dorados de estilo rococó y con frescos de la Apoteosis de un Litta de Giovanni Antonio Cucchi, el Salotto rosso, amueblado con damasco rojo púrpura, con frescos en trompe l'oeil y con pavimentios de mosaico, el Salotto giallo que aún toma su nombre de los colores de las telas con las que está decorado el salón y la Sala della duchessa todavía amueblado con muebles barrocos originales; finalmente, están presentes las Bodas de Plutón y Proserpina, creadas por Martin Knoller en una sala más pequeña.
Por último, destacan el patio del reloj, que toma su nombre del característico reloj presente, y la antigua capilla privada de los Littas en la planta baja del palacio, posteriormente transformada en el teatro todavía en uso.

Palacio Litta (1642-1741)
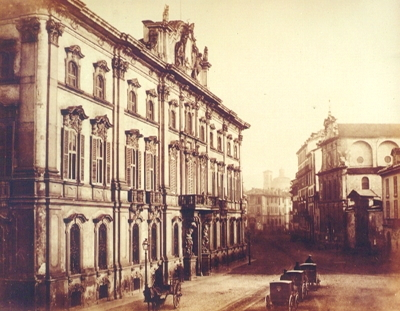
Foto histórica de la fachada del palacio Litta
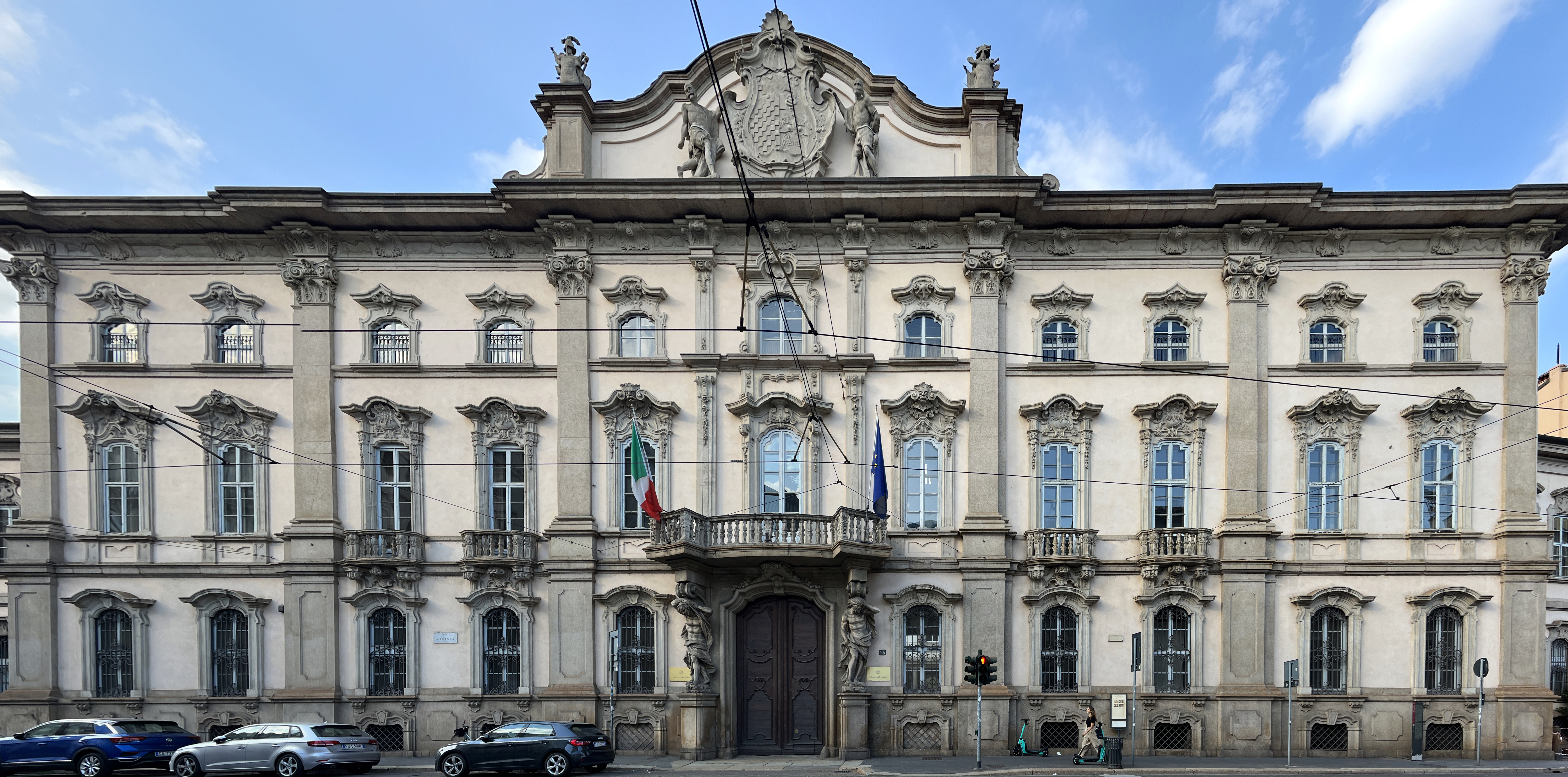
Fachada principal del palacio Litta
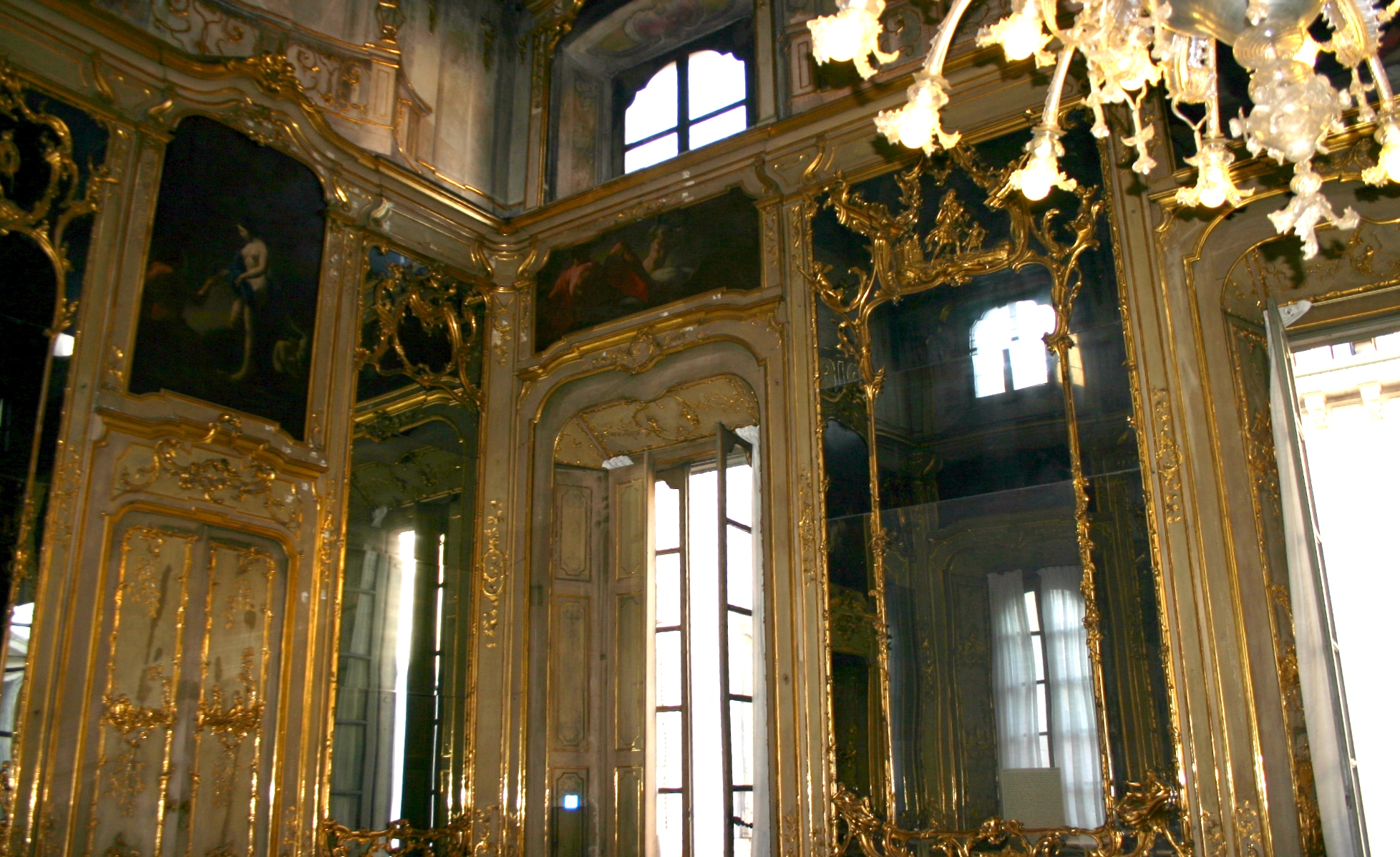
Sala degli Specchi, palacio Litta

### Palacio de los Clérigos

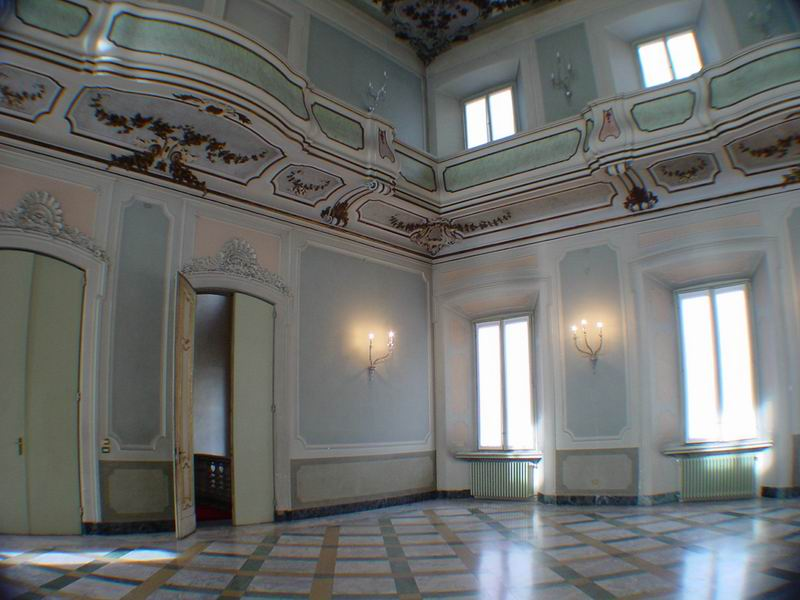
Sala da ballo del Palacio Clerici

El palacio Clerici fue una de las residencias más prestigiosas y suntuosas del Milán del siglo XVIII, hasta el punto de que en 1772 se convirtió en la residencia temporal oficial del archiduque Ferdinando, hijo de María Teresa de Austria. Proyectada por un arquitecto desconocido, la fachada se organiza en tres plantas, con la parte central rehundida respecto al resto del cuerpo; el portal central es bastante sobrio y está decorado, además del arco, por un mascarón con volutas; las ventanas están decoradas con frontones curvos; tras atravesar una cancela de hierro forjado se accede al patio con pórticos de columnas jónicas pareadas de granito rosa.
La crítica, sin embargo, a menudo subraya la discrepancia de la apariencia exterior anónima, que no revela nada de los lujosos interiores. A la derecha del patio se llega a la escalera de honor de tres rampas, en cuya balaustrada se encuentran una parada de estatuas colocadas en el encuentro de las rampas, mientras que la bóveda está decorada con un fresco de Mattia Bortoloni. El interior alcanza su punto culminante en la Galleria degli Arazzi, cuya bóveda está pintada al fresco por Giambattista Tiepolo con el ciclo de frescos de la Corsa del carro del Sole [Carrera del Carro del Sol], las Alegorías de los cuatro continentes y las Alegorías de las Artes, consideradas entre las mayores obas del pintor veneciano; las paredes están decoradas con tapices flamencos que datan del Seicento que representan Historias de Moisés y con espejos tallados en madera por Giuseppe Cavanna, que representan escenas de la Jerusalén liberada.

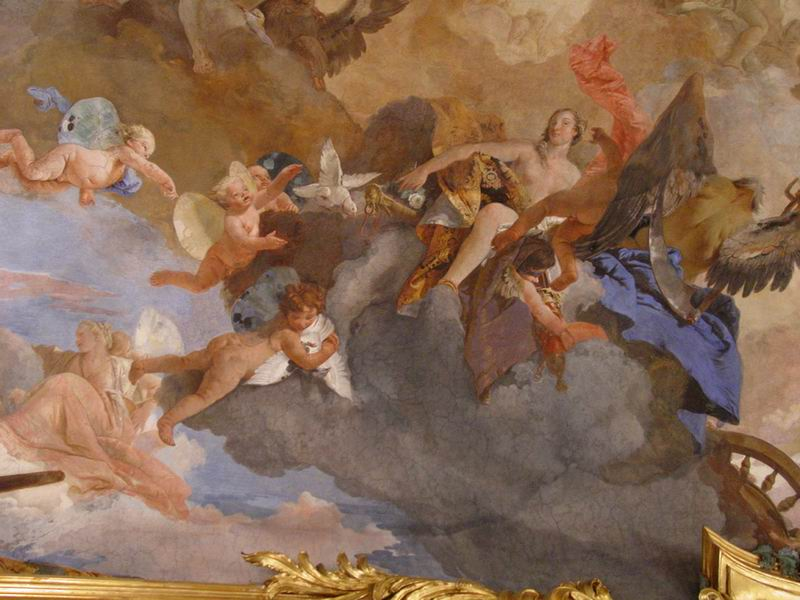
Detalle de los frescos de la Galleria degli arazzi del palacio Clerici

La galería, de dimensiones difíciles para el pintor, probablemente había sido creada a partir de una edificación preexistente: este encargo sirvió muy probablemente para completar el ascenso social que la familia había alcanzado desde el siglo XVII: en la Corsa del carro del Sole, según el historiador del arte Michael Levey, se celebra «el sol de Austria que se eleva para iluminar el mundo» o el mecenazgo de la familia, dado el papel de Apolo y Mercurio como protectores de las ciencias. En la Stanza del Maresciallo hay decoraciones de estuco de Giuseppe Cavanna con los Trabajos de Hércules y las Historias Mitológicas; siempre en el entorno del llamado Boudoir di Maria Teresa hay decoraciones también del tallador.
Los frescos de otras salas del palacio realizados por Giovanni Angelo Borroni se remontan a un período comprendido entre los años treinta y cuarenta del Settecento, con una Scena olimpica col ratto di Ganimede y la Apoteosis de Hércules, y Mattia Bortoloni, a quien son atribuidos el medallón de la bóveda de la gran escalera, los frescos de la Alegoría de los vientos y otra escena del Apoteosis en los apartamentos privados del comitente, en el que en un desfile de divinidades olímpicas se vislumbra un Júpiter con los rasgos de Antonio Giorgio Clerici; también de Bortoloni es el fresco de la Galleria dei quadri, que todavía quisiera celebrar el buen gobierno austriaco y de María Teresa de Austria.

### Otra arquitectura civil

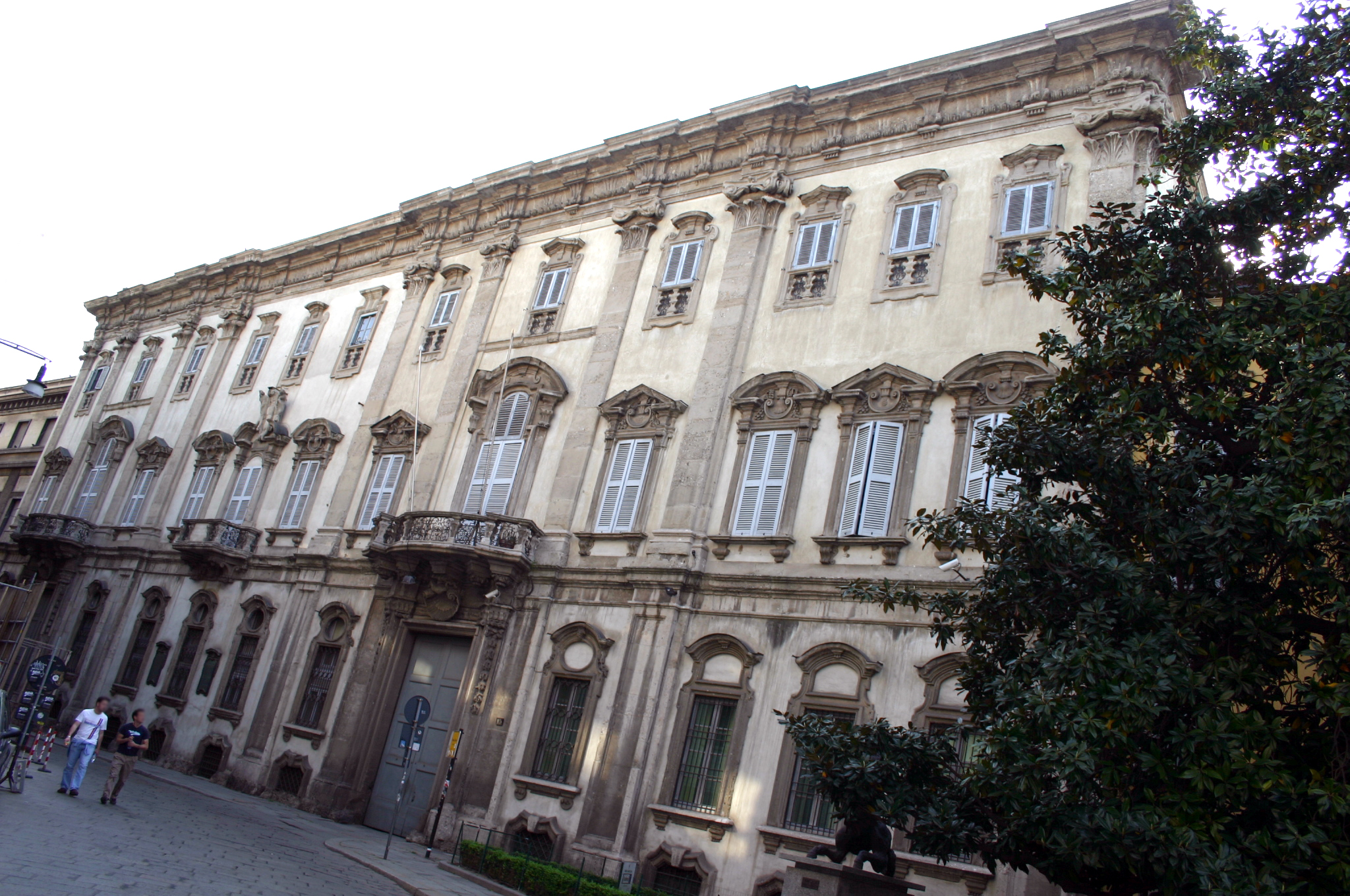
Detalle de la fachada del palacio Cusani

Además del palacio Clerici, Tiepolo trabajó en muchas otras obras milanesas de la época, como el palacio Dugnani; el palacio tiene dos fachadas: la exterior (1712-1719) es más sencilla y menos decorada, por el contrario, la fachada interior (1775-1779), que da a los jardines de Porta Venezia, es decididamente más variada y articulada. El palacio, dividido en tres cuerpos, tiene el cuerpo central retranqueado de las dos partes laterales, en cuya planta baja hay un pórtico y el piso superior se compone de una loggia, coronada por un cimacio de piedra; esta estructura luego se repite en los dos cuerpos laterales. En el salón de honor se pueden observar los ciclos de frescos de la Vida de Escipión en las paredes, mientras que en la bóveda está representada la Apoteosis de Escipión, en la que se puede ver el intento de autocelebración de Giuseppe Casati, entonces propietario del palacio y comitente.
Se diferencia del estilo de las casas típicas milanesas del palacio Cusani: la razón se puede identificar en el proyecto de Giovanni Ruggeri, un arquitecto romano que importó a su obra el más vivo barroco romano, ya reconocible en el zócalo de imitación de roca rugosa en la planta del terreno. El palacio se distribuye en tres plantas, salpicadas de pilastras corintias, y presenta curiosamente dos portales de entrada idénticos; las ventanas de la planta baja y de la planta principal están ricamente decoradas con frontones y tímpanos curvos, triangulares y mixtos, y a menudo además están decoradas con conchas y elementos vegetales; las puertas-ventanas francesas llevan el escudo de armas de la familia Cusani. En el piso superior las ventanas son redimensionadas y tienen frontones mixtilíneos; todo rematado por una rica balaustrada.

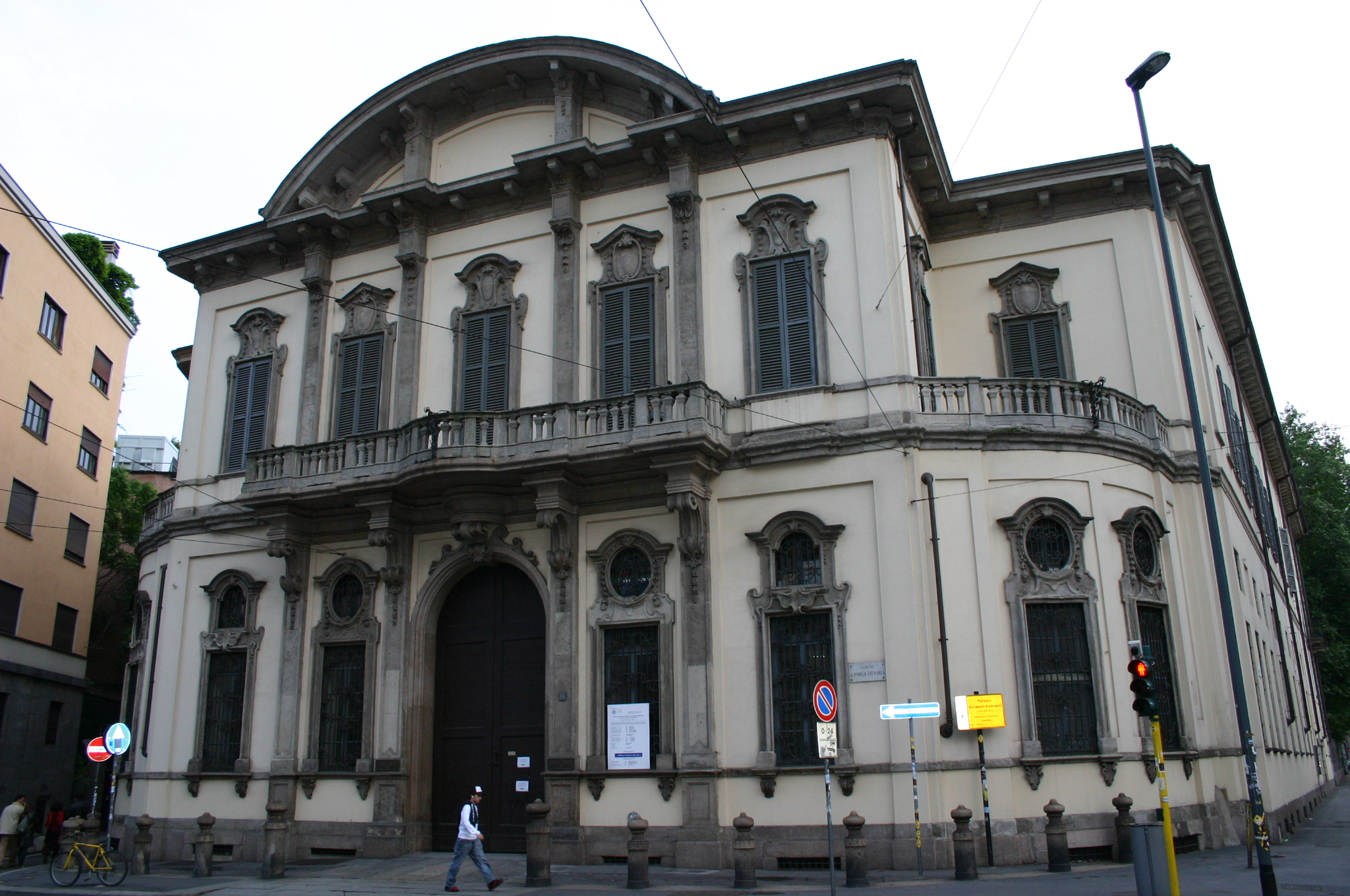
Fachada del palacio Sormani

El palacio Sormani, que data del Seicento pero que fue profundamente remodelado en la primera mitad del Settecento , alberga la biblioteca comunal central de Milán. El palacio tiene dos fachadas decoradas de forma diferente; la del frente, que da a corso de Porta Vittoria, se debe a Francesco Croce: la fachada presenta un portal arqueado en el centro coronado por una balconada mixtilinea, las ventanas de la planta baja están coronadas por ventanas con marcos ovalados y en la planta noble por frontones con un motivo alternativamente triangular y curvilíneo. La planta noble alberga también dos terrazas laterales, y está rematada por un tímpano curvilíneo; la fachada que da al jardín es posterior y de aspecto más sobrio, precursora del neoclasicismo. El interior aún conserva la monumental escalera de piedra y alberga la serie de pinturas que representan a Orfeo que encanta a los animales provenientes de la colección de la familia Verri, atribuidas tradicionalmente a Giovanni Benedetto Castiglione, conocido como il Grechetto.
El palacio Visconti de Modrone fue encargado en 1715 por el conde español Giuseppe Bolagnos, la fachada tiene tres pisos y está marcada verticalmente por cuatro lesenas, se centra en el portal rectangular limitado por dos columnas de granito que sostienen una balconada de piedra. Como era habitual en otras arquitecturas de la época, los distintos pisos tienen decoraciones de ventanas diferentes para cada piso, particularmente las del piso principal coronadas con dobles volutas, mientras que en el piso superior algunas ventanas tienen pequeños balconcillos. El patio interior, además de la clásica solución de patio rectangular con pórticos de columnas pareadas, presenta una balconada que recorre todo el primer piso: una solución extremadamente rara en los edificios lombardos de la época. Aún hoy se conserva el salone da ballo con frescos en trampantojo que representan escenas mitológicas de Nicola Bertuzzi.
Otros palacios barrocos de la época, aunque menos llamativos desde el exterior que los anteriormente mencionados, son el palacio Trivulzio, que destaca por la zona cercana al portal de entrada en contraste con la sobriedad del resto del palacio y el palacio Olivazzi, cuyo portal de entrada consta de una especie de hornacina gigante, construida para facilitar la entrada de carruajes, y para el trompe l'oeil del patio.

### Arquitectura religiosa

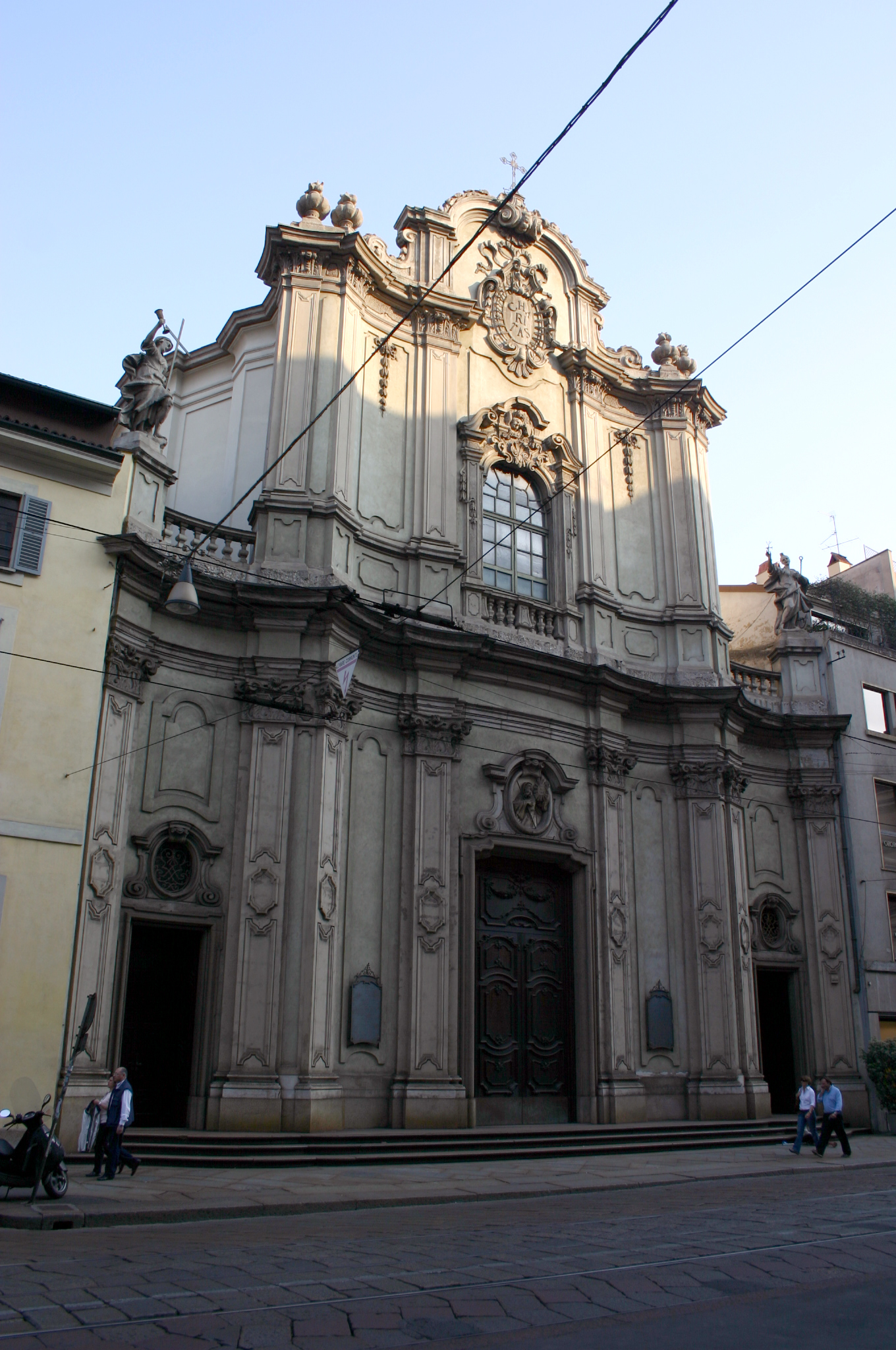
Iglesia de San Francisco de Paola

A pesar de la recuperación y predominio de las residencias urbanas privadas, no debe pasarse por alto el arte sacro de principios del siglo XVIII.
La iglesia de San Francisco de Paola data del año 1728, y aunque la fachada no se completó hasta un siglo después, lo fue respetando el estilo barroco original. La fachada es curva, y se organiza en dos órdenes divididos por una cornisa bastante saliente; la primera planta presenta tres portales coronados por frontones o ventanas elípticas y está escandido por ocho lesenas corintias. El orden superior tiene dos terrazas a los lados con balaustradas que sostienen dos estatuas de la Fe y de la Esperanza; en el centro hay un gran ventanal suntuosamente decorado, rematado por un escudo que lleva el lema «CHARITAS» del santo titular de la iglesia.
El interior es de una sola nave: de particular interés son el órgano de la época barroca de la contrafachada, los frescos de la bóveda de Carlo Maria Giudici que representan la Gloria de san Francisco de Paola y los óvalos de mármol de Giuseppe Perego. El altar mayor de formas monumentales es obra del arquitecto Giuseppe Buzzi di Viggiù, realizado en mármol policromado, data de 1753.

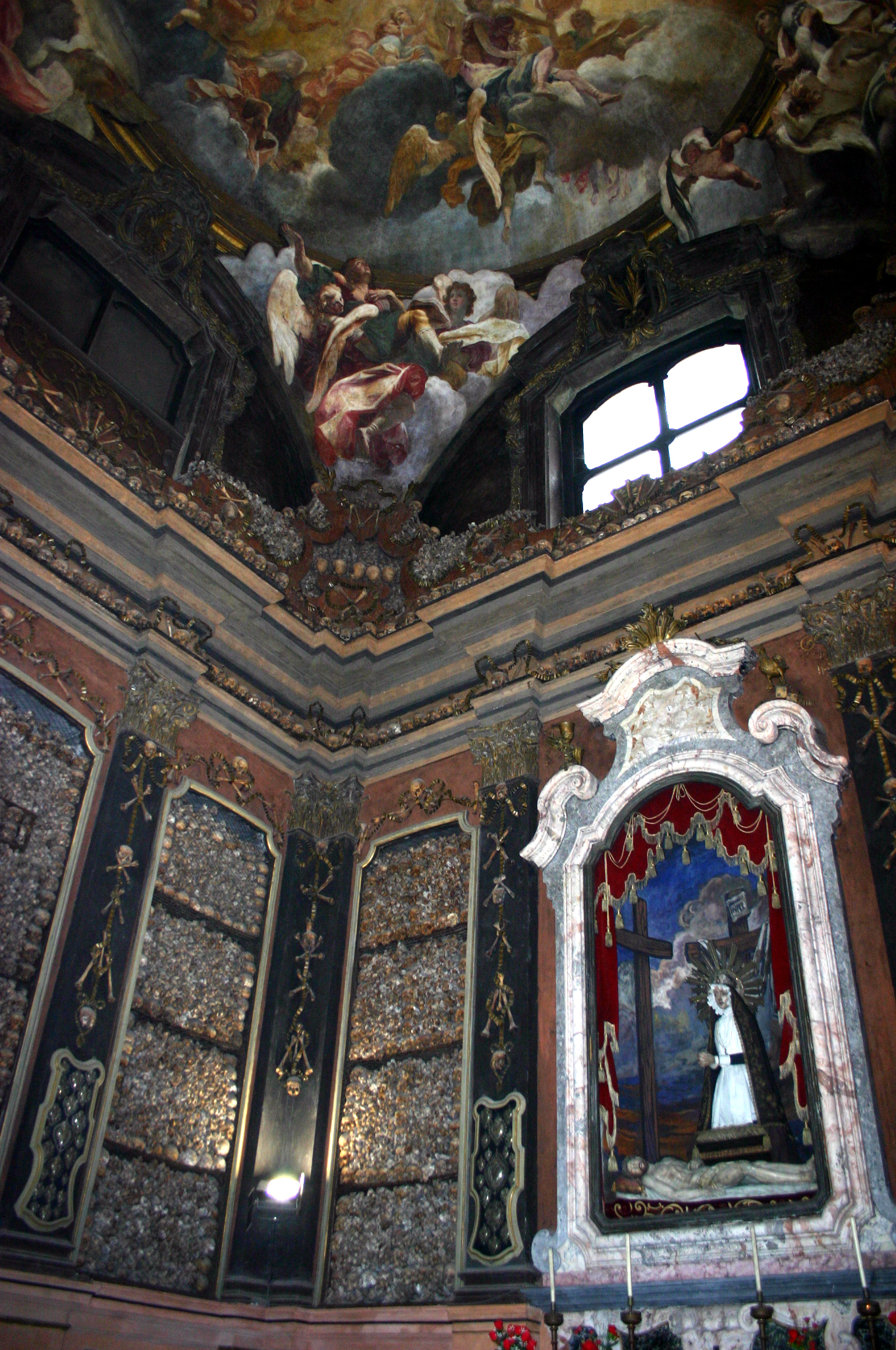
Osario de la San Bernardino alle ossa

Célebre más por su particularidad que por su valor artístico, la iglesia de San Bernardino alle Ossa se completó en 1750 según proyecto del arquitecto Carlo Giuseppe Merlo, que diseñó una estructura de planta central coronada por una cúpula octogonal: la iglesia tiene una sola nave y cuenta con dos capillas dedicadas a santa María Magdalena y a santa Rosalía, ambas decoradas con altares de mármol. La fachada es lo que queda de la antigua iglesia destruida en un incendio, obra de Carlo Buzzi, y tiene más aspecto de palacio que de iglesia: dividida en tres órdenes, la primera en la planta baja tiene portales y ventanas adornadas con frontones de voluta, mientras que los órdenes superiores tienen frontones a dos aguas rotos.
En el interior de la iglesia, a la derecha, se encuentra la parte más peculiar del complejo, el osario: además del suntuoso altar de mármol de Gerolamo Cattaneo y los frescos de la bóveda de Sebastiano Ricci del Triunfo de las almas entre los ángeles (1695), se pueden observar las paredes casi completamente cubiertas de cráneos y huesos humanos, intentando crear motivos y decoraciones reales.

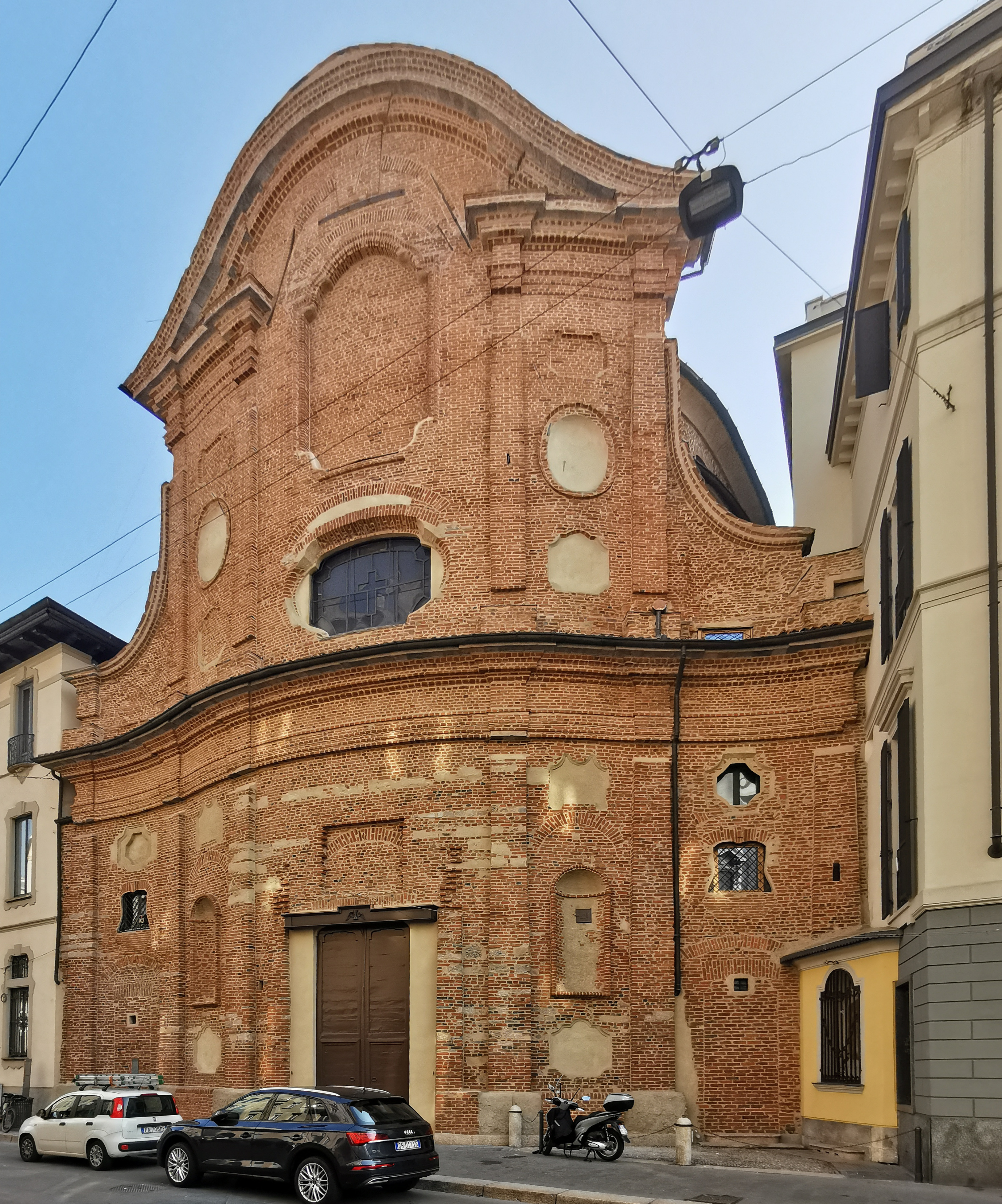
iglesia de Santa Maria della Sanità

La iglesia de Santa Maria della Sanità se comenzó a finales del Seicento, edificada según proyecto de Giovanni Battista Quadrio pero quedó inacabada. Fue rediseñada y completada por Carlo Federico Pietrasanta a principios del Settecento: lo incompleto es inmediatamente visible de fachada de ladrillo y sin decoraciones, y aún bien reconocible por la alternancia de concavidad y convexidad y por la forma particular llamada "a violonchelo" y por el frontón de "feluca di maresciallo". El interior es de una sola nave de forma elíptica, con cinco capillas, entre las que destaca la capilla dedicada a san Camilo de Lellis con el altar de mármol con inserciones de bronce y el lienzo de la Asunción en el coro y el fresco de la Asunción de la Virgen (1717) sobre la bóveda de Pietro Maggi.

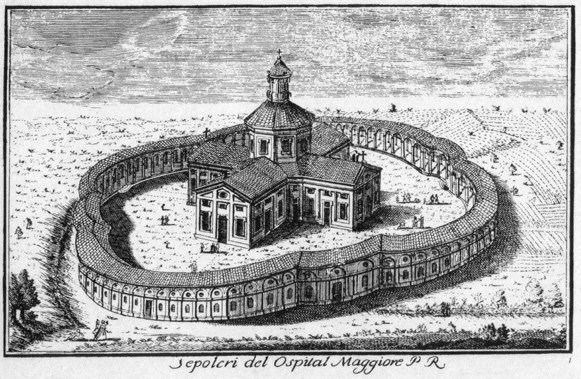
Marc'Antonio Dal Re - Vistas de Milán, Sepolcri del Ospital Maggiore (Rotonda della Besana)

La iglesia de San Pietro Celestino, diseñada por Mario Bianchi en 1735, fue erigida sobre un antiguo monasterio del siglo XIV. La fachada se presenta curva, con una planta muy similar a la de San Francesco di Paola; construida en piedra arenisca, a principios del siglo XX fue necesaria una restauración que implicó la reconstrucción de la fachada en cemento decorativo. La fachada se diferencia de la iglesia de San Francesco di Paola por las columnas decoradas del portal, coronadas por una escultura del santo titular de la iglesia, y por el cimacio con volutas ricamente decorado. El interior tiene una sola nave escandida por lesenas, con cinco capillas laterales; sobre el altar mayor settecentesco hay un complejo de esculturas de Ángeles en mármol de Carrara y un lienzo de finales del Cinquecento de Giovanni Battista Trotti que representa a Jesucristo y María Magdalena.
Para ser usada por el hospital mayor, se construyó la iglesia de San Michele ai Nuovi Sepolcri junto con el complejo de la Rotonda della Besana, que durante unos ochenta años sirvió como lugar de enterramiento del complejo hospitalario milanés. En el exterior, los muros de ladrillo visto siguen una curiosa forma cuadrilobulada, de ahí el nombre de rotonda, en cuyo centro se encuentra la iglesia del cementerio de planta de cruz griega, con una cúpula oculta por el tiburio octogonal, diseñada por Francesco Croce. La iglesia fue construida a partir de 1696, el perímetro a partir de 1713.

### Pintura

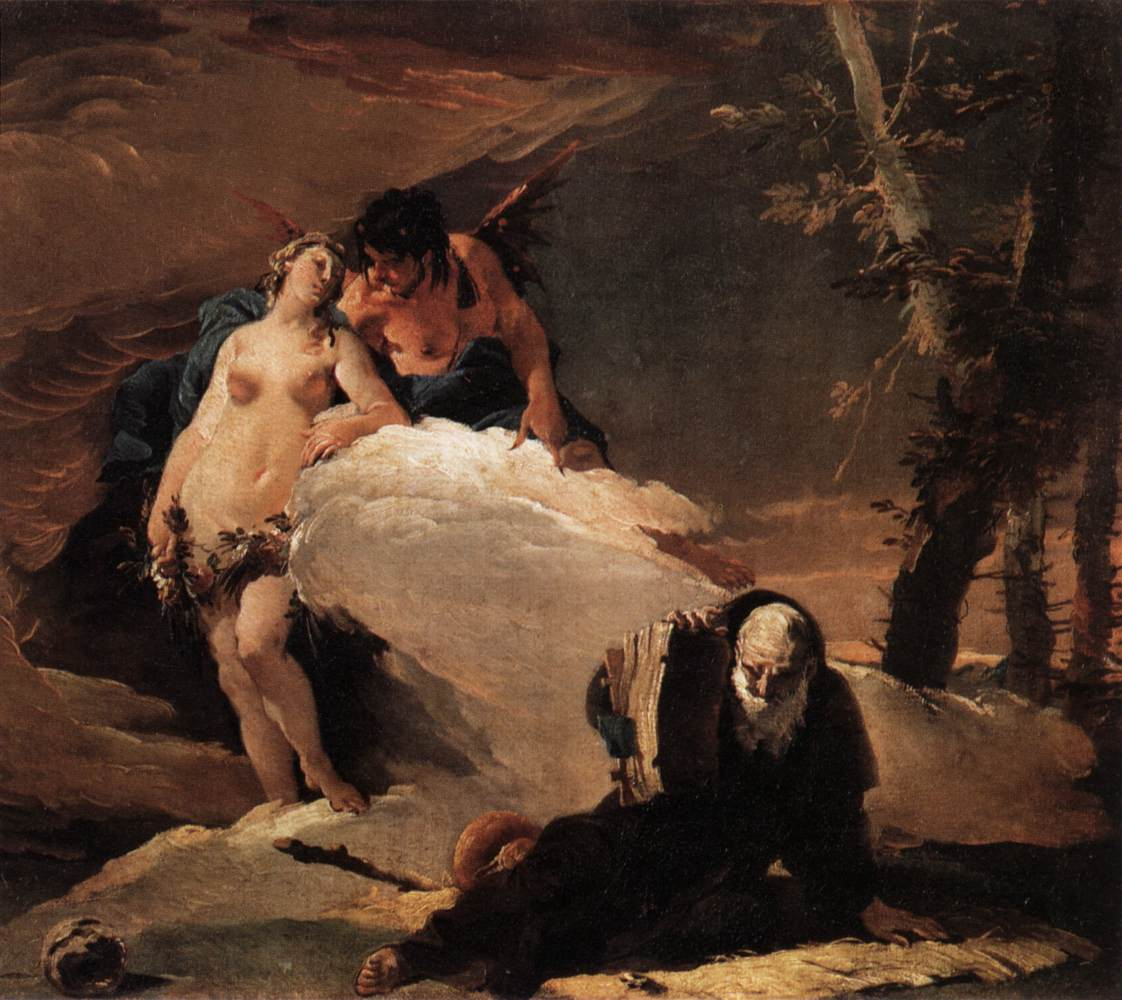
Giambattista Tiepolo - Tentación de San Antonio, Pinacoteca de Brera

La pintura settecentesca milanesa de principios de siglo muestra fuertes señales de continuidad con la experiencia artística de finales del Seicento; de hecho, los protagonistas de los primeros años dieron sus primeros pasos a finales del Seicento para concluir su actividad en la primera década del Settecento.
Entre los nombres más importantes del cambio de siglo se puede citar a Andrea Lanzani, muy activo en toda Lombardía occidental y en Viena, como el protagonista más ilustre de la corriente clasicista milanesa y lombarda, junto con el Legnanino, que sin embargo estaba más influido por la escuela barroca genovesa, mientras que se contrastan con una experiencia más marcadamente tardobarroca de Filippo Abbiati y Paolo Pagani con una pintura influenciada por las escuelas veneciana y lombarda. La experiencia milanesa de Sebastiano Ricci, donde pudo encontrarse y confrontarse con Alessandro Magnasco, debe considerarse por sí sola: se recuerda especialmente La gloria de las almas purgantes de San Bernardino alle Ossa, de Ricci, en la que se observa la influencia del correggismo del Baciccio. Una suma de los principales intérpretes de la época recién mencionados podría ser el palacio Pagani, destruido, en el que a las numerosas pinturas se unían los frescos de Legnanino en la Sala Grande. De influencia más marcadamente lombarda fue Carlo Donelli, conocido como il Vimercati, talumno de Ercole Procaccini el Joven que fue influenciado en particular por el estilo de Daniele Crespi y Morazzone.
Posteriormente, finalizado el período entre siglos, se pueden mencionar en la pintura mitológica y alegórica las figuras de Giovan Battista Sassi, Pietro Antonio Magatti y Giovanni Angelo Borroni, de este último se recuerda los frescos de la Scena olimpica con ratto di Ganimede en el Palacio Clerici.

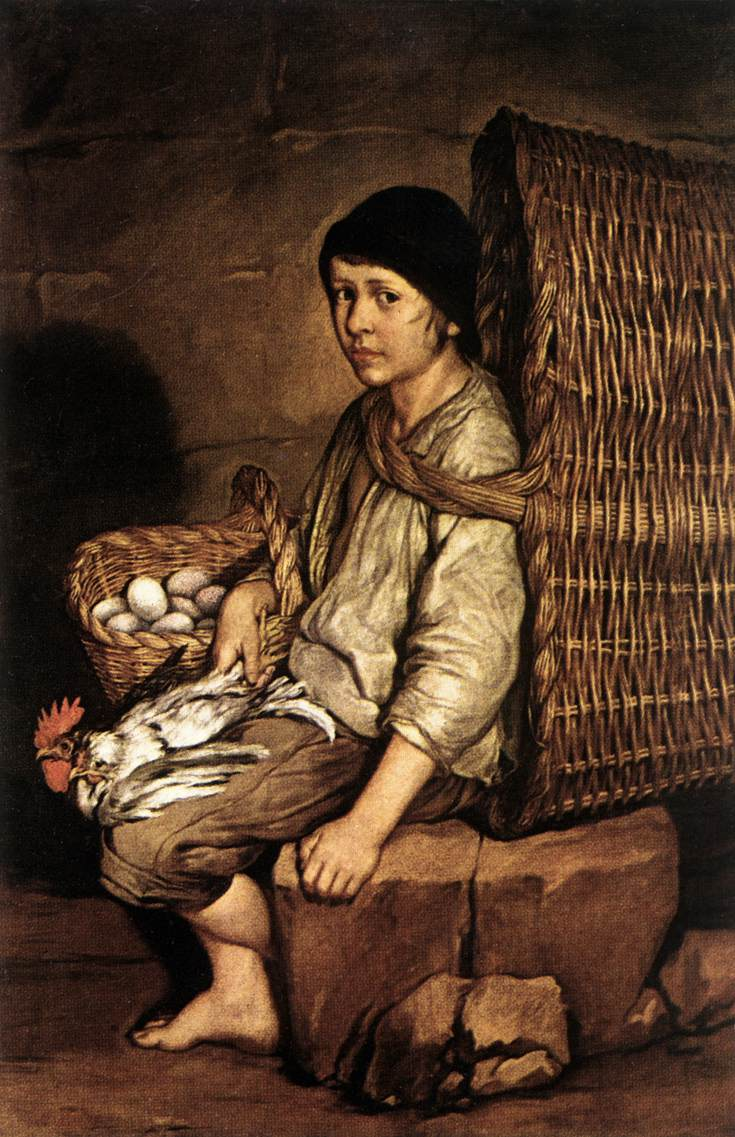
Giacomo Ceruti - Portarolo sentado en una canasta con huevos y aves (1745), Pinacoteca de Brera

A partir de la tercera década del Settecento se asiste a un cambio en el gusto de los clientes milaneses, que hasta entonces habían preferido a los artistas lombardos, en favor de la escuela veneciana, entre los que destacan Giambattista Pittoni y Tiepolo; del primero, que también estuvo muy activo fuera de la ciudad, se recuerda la obra de la Gloria de San Francisco de Sales en el monasterio, mientras que Tiepolo estuvo varias veces en la ciudad y en appannaggio de las residencias nobles de la ciudad. Su primer encargo milanés fue en el palacio Archinto, donde en cinco salas pintó un ciclo para celebrar la boda del cliente, representado explícitamente en el fresco del Triunfo de las Artes y las Ciencias, que fue destruido por los bombardeos de la Segunda Guerra Mundial. El pintor fue llamado al Palacio Dugnani algunos años más tarde donde pintó al fresco los ciclos de las Historias de Escipión y la Apoteosis de Escipión, pasando también por un breve encargo religioso de la Gloria de San Bernardo en una capilla de la iglesia de Sant'Ambrogio, para concluir su experiencia milanesa con la obra maestra del fresco del palacio Clerici de la Corsa del Carro del Sole , un tema mitológico, en el que más tarde se inspiró para el encargo de la sala imperial en la Residencia de Würzburg, también contada entre las obras maestras del rococó. La presencia de Tiepolo fue tan significativa que definió una «corrente tiepolesca», cuyo máximo exponente fue Biagio Bellotti, con sus ciclos pictóricos en el palacio Perego y en el palacio Sormani.
Al igual que la pintura de historia, mitológica y alegórica, se estableció tanto en Milán como en Lombardía una corriente de pintura de género. Entre los principales exponentes está Alessandro Magnasco, nacido en Génova pero formado en Milán, que se especializó en algunas figuras características, como lavanderas, frailes, mendigos y soldados, utilizando un estilo definido como «pittura di tocco» ('pintura de tacto'): también fue acogido en el Academia Milanesa de San Luca. Otro gran exponente de la corriente fue Vittore Ghislandi, conocido como Fra Galgario, cuya formación se desarrolló entre el ambiente veneciano y milanés, gracias al cual llegó a una pintura más naturalista y alejada de la pintura celebratoria: de sus estancias en Milán se pueden mencionar como mejores logros el Ritratto di giovinetto e Gentiluomo col tricorno, este último considerado una obra maestra a pesar de haber sido pintado en una edad avanzada «[...] con la mano algo temblorosa», ambas conservados en Poldi Pezzoli. Completa el panorama de la pintura de género Giacomo Ceruti, conocido como il Pitocchetto, que se dedicó principalmente a escenas de pobres, inspirándose en la pintura de la realidad del siglo XVII francés típica, por ejemplo, de Georges de La Tour: de la experiencia de Ceruti aprenderá lecciones Francesco Londonio, que puede definirse como el último pintor significativo de la experiencia del tardobarroco milanés.
Por último, cabe recordar la tradición de la galleria dei benefattori del hospital mayor de Milán, que después de haber acompañado todo el nacimiento del barroco milanés, también acompañó su conclusión, alcanzando probablemente su auge en los primeros veinte años del Settecento con la obra de Filippo Abbiati y Andrea Porta.